# Joggins Fossil Cliffs
Die Joggins Fossil Cliffs (in etwa ‚Joggins-Fossilkliff‘) sind eine der bedeutendsten Fundstellen für fossile Pflanzen und Tiere oberkarbonischer terrestrischer Ökosysteme. Sie bilden einen Teil der Kliffküste der oberen Bay of Fundy in Nova Scotia („Neuschottland“), Kanada. Seit 2008 stehen sie auf der Liste des UNESCO-Weltnaturerbes.
Das Studium der Gesteine dieses Küstenstreifens beeinflusste namhafte Wissenschaftler des 19. Jahrhunderts, u. a. den berühmten Charles Lyell, und deren Ansichten zu grundlegenden geologischen Prinzipien, insbesondere hinsichtlich der Hypothesen zur Entstehung von Kohlelagerstätten. Somit spielt das Fossilkliff eine ähnliche Rolle für die frühe moderne Geologie, wie es die von Charles Darwin bereisten Galápagos-Inseln für die frühe moderne Biologie und die Entwicklung der Evolutionstheorie taten. Daher tragen die Joggins Fossil Cliffs auch den Beinamen Coal Age Galápagos („Galápagos-Inseln des Kohle-Zeitalters“).

## Geographie

### Lage und Ausdehnung
Die Bay of Fundy an der kanadischen Atlantikküste trennt das Festland im Westen von der Halbinsel Nova Scotia („Neuschottland“) im Osten. An ihrem landwärtigen (oberen, nordöstlichen) Ende gabelt sie sich in einen östlichen Ast, das Minas Basin, und einen nordöstlichen Ast, die Chignecto Bay. Letztere wiederum teilt sich an ihrem landwärtigen Ende in einen nördlichen Ast, die Shepody Bay, und einen nordöstlichen Ast, die Cumberland Bay (auch Cumberland Basin oder frz. Beaubassin genannt). Zwischen Shepody und Cumberland Bay befindet sich die Maringouin-Halbinsel. Das 14,7 Kilometer lange und meist etwa 30 Meter hohe Weltnaturerbe-Kliff erstreckt sich an der Südostküste der Chignecto und Cumberland Bay, zwischen den Landspitzen Downing Head im Nordosten (45° 45′ 07″ N, 64° 25′ 05″ W) und Ragged Reef Point (45° 40′ 26″ N, 64° 29′ 22″ W) im Südwesten, auf dem Territorium von Cumberland County im Nordwesten Nova Scotias. Das geographische Zentrum des Gebietes wird offiziell mit 45° 42′ 35 ″N, 64° 26′ 09″ W angegeben.
Die Breite der Kernzone des als Naturerbe eingetragenen Areals beträgt 500 m. Dieser Streifen umfasst die Gezeitenzone sowie den Strand bis hin zur oberen Kliffkante. Die Fläche dieser Kernzone beträgt insgesamt 689 ha. Daran schließt sich landeinwärts ein 20 m breiter Streifen als Pufferzone an. Eine zweite, 30,5 m breite Pufferzone erstreckt sich von der mittleren Hochwassermarke landeinwärts, jedoch nicht über die vollen 14,7 km Länge, sondern nur den wissenschaftlich bedeutenderen, 8,5 km langen mittleren Abschnitt des Kliffs. Die Pufferzonen umfassen somit insgesamt eine zusätzliche Fläche von 55,3 ha. Die Höhe des Geländes reicht von der mittleren Niedrigwassermarke bis maximal 90 m (300 ft) darüber.

### Besitzverhältnisse
Etwa 95 % des Naturerbe-Geländes befinden sich in Besitz der Provinz Nova Scotia. Dies entspricht 100 % der Kernzone. Die Pufferzonen befinden sich hingegen überwiegend in privater Hand, mit Ausnahme dreier großer Parzellen, die ebenfalls der Provinz gehören, und einer etwas größeren Parzelle, die Eigentum des Cumberland County ist. Das Fossil Centre ist ebenfalls auf County-Besitz errichtet worden.

### Kliff und Gezeiten
In der Bay of Fundy wird mit fast 17 Metern der höchste Tidenhub der Welt verzeichnet. Die Wellen nagen im Wechsel der Gezeiten am Kliff und sorgen dafür, dass nach und nach neue Versteinerungen zum Vorschein kommen. Stellenweise erreicht die rückschreitende Erosion eine Rate bis zu 25 cm/Jahr. Charles Lyell beschrieb diesen Prozess seinerzeit mit den Worten:

„Die Gezeiten in der Bay of Fundy sind so zerstörerisch, dass sie kontinuierlich die gesamte Front des Kliffs unterhöhlen und hinfortspülen, so dass alle drei bis vier Jahre eine neue Fuhre an Fossilien freigelegt wird.“

Da die Gesteinsschichten im Kliff quer zur Küstenlinie streichen und überdies relativ stark verkippt sind, bilden sich dort, wo erosionsresistentere Sand- und Kalksteine ausbeißen, kaum breite Abrasionsplattformen aus, sondern meist relativ schmale (abhängig von der Mächtigkeit des Sand- bzw. Kalksteinintervalls) Schichtrippen, die als „Reefs“ („Riffe“) bezeichnet werden. Kliffabschnitte, in denen der Anteil erosionresistenten Gesteins besonders hoch ist, bilden Vorsprünge (z. B. Boss Point, Coal Mine Point oder Ragged Reef Point). Dort sind auch die Riffe besonders breit oder treten in besonders enger Folge auf. Kliffabschnitte, in denen der Anteil erosionsresistenten Gesteins eher niedrig ist, bilden Buchten. Dort gibt es nur wenige und schmale Riffe.

## Namensherkunft
Der Name Joggins geht sehr wahrscheinlich auf Wörter aus der Sprache der Mikmaq-Indianer zurück: choggin oder chegoggin. Choggin ist ein Ausdruck, der unter anderem für Bachläufe benutzt wird, chegoggin heißt so viel wie ,Fischwehr‘ oder ‚Stelle zum Fangen von Fisch‘.
In schriftlichen Erwähnungen der Region an der oberen Chignecto Bay in der ersten Hälfte des 18. Jahrhunderts bezieht sich der Name, in den Schreibweisen Gran’choggin, Grandnajagan, Grand Nyjagon, oder Grand Jogin, noch ausschließlich auf die Gegend um die heutige Downing Cove, ca. 7 km nordnordöstlich der heutigen Ortschaft Joggins. In der zweiten Hälfte des 18. Jahrhunderts ist The Joggen eine allgemeine Bezeichnung für die obere Chignecto Bay. Im späten 18. und im 19. Jahrhundert unterscheidet man die South Joggins, die Südostküste am Übergang der Chignecto Bay in die Cumberland Bay, von der gegenüberliegenden North Joggins, der Küste der Maringouin-Halbinsel. Im 20. Jahrhundert wird diese Unterscheidung zunehmend nicht mehr getroffen und der Name Joggins bezieht sich nur noch auf die Südostküste.
Unwahrscheinlich ist, dass die Bezeichnung Joggins beschreibend vom Vorspringen und Zurückweichen des Kliffs in Form von Landspitzen und Buchten hergeleitet ist, wie es der berühmte schottische Geologe Charles Lyell nach seinem ersten Besuch im Jahre 1842 überlieferte. Ein europäischstämmiger Einheimischer hatte auf Lyells Frage nach der Bedeutung des Namens auf das Kliff gezeigt und geantwortet: “You see that they jog in and jog out.”

## Geologie

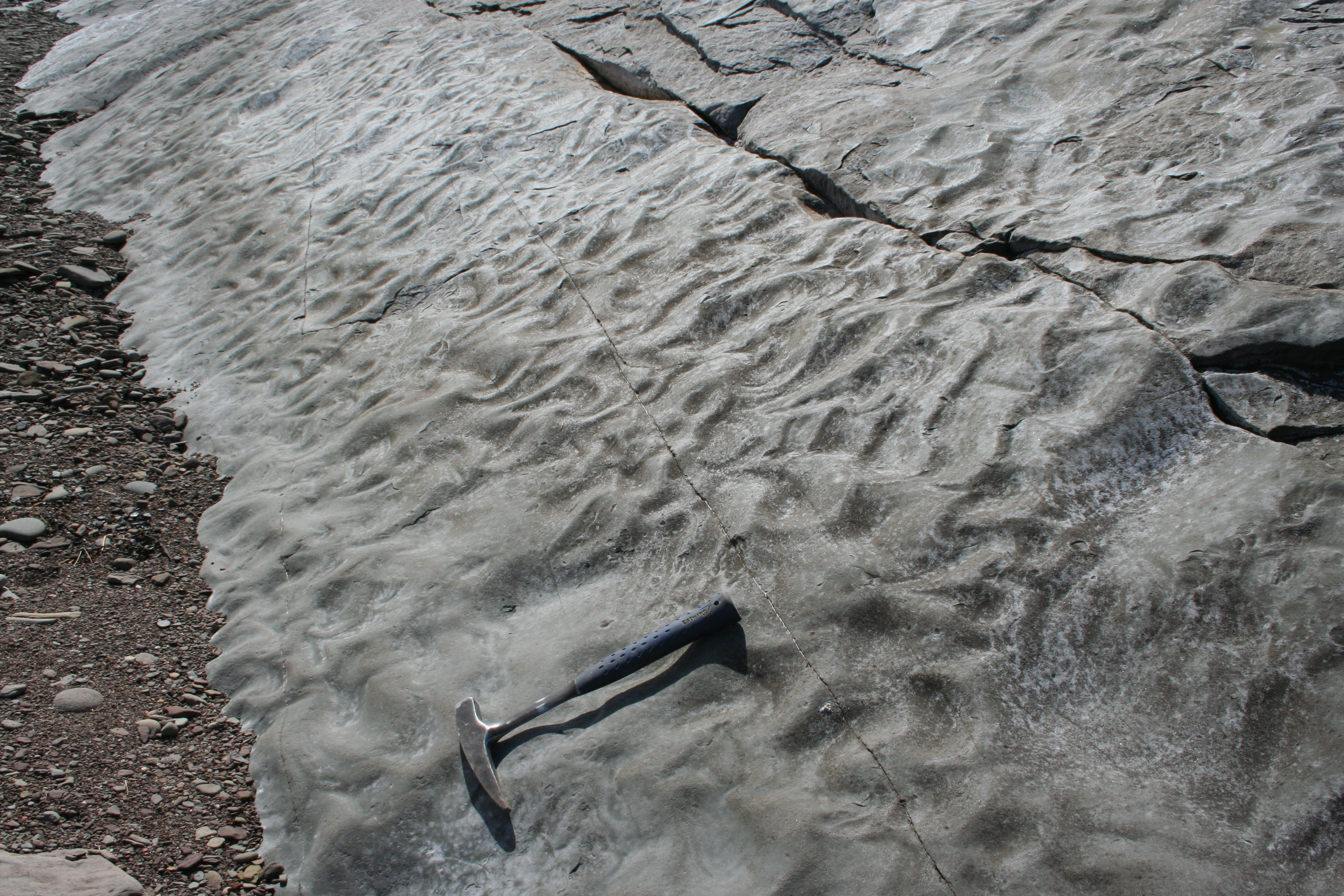
Schichtfläche eines Sandsteins der Little-River-Formation mit Zungenrippeln. Die Paläoströmung verlief in etwa von rechts nach links.

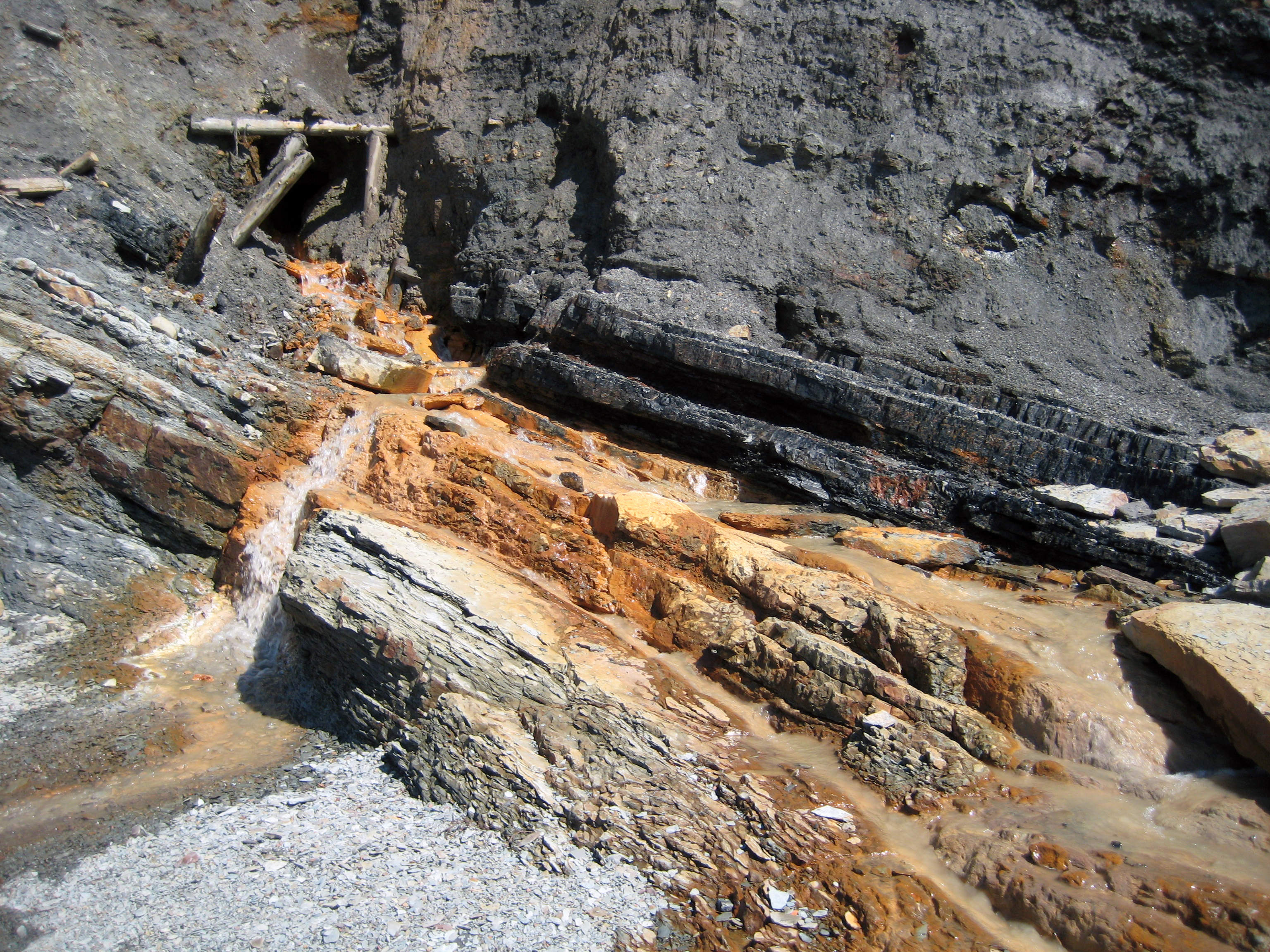
Ausbiss des Fundy-Flözes (Flöz Nr. 29A nach Logan, 1845) im Kliff, ca. 900 m nördlich von Coal Mine Point. Das Flöz ist die etwa 70 cm mächtige, schwarze Doppelbank, die besonders gut in der rechten Bildmitte zu sehen ist. Links im Bild sind die Grubenhölzer eines alten Kohlestollens zu erkennen.

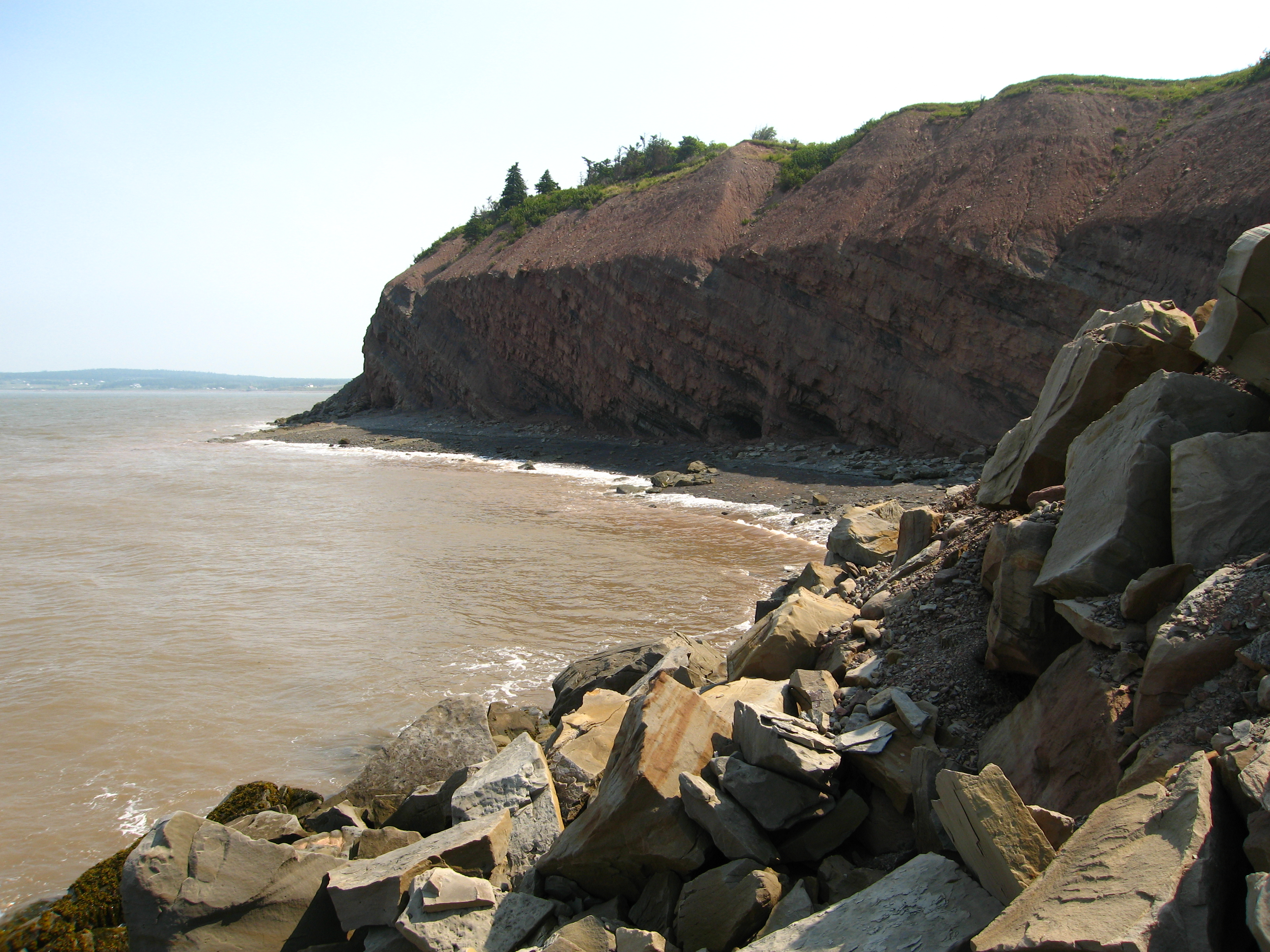
Kliff-Abschnitt unmittelbar nördlich von Coal Mine Point. Eine mächtige Schicht pleistozänen Geschiebemergels überlagert die angestellten Sandsteine der Joggins-Formation.

### Verstelltes Karbon

#### Allgemeines
Das Karbon am Nordostende der Bay of Fundy wurde in einem von Verwerfungen begrenzten Teilbecken des Martimes-Beckens, dem sogenannten karbonischen Cumberland-Becken, abgelagert. Die Subsidenz des karbonischen Cumberland-Beckens begann im Devon und war vermutlich zunächst durch Störungstektonik gesteuert. Im Oberkarbon, zur Ablagerungszeit der Cumberland-Gruppe (siehe unten), spielte wahrscheinlich auch die Randsenkenbildung im Zuge des Aufstieges von Salzstöcken aus unterkarbonischen Evaporitlagern eine Rolle bei der Schaffung von Ablagerungsräumen.
Salztektonik dürfte auch bei der Ausbildung der heutigen geologischen Verhältnisse ausschlaggebend gewesen sein: Das Joggins-Kliff befindet sich im Westen des karbonischen Cumberland-Beckens und bietet einen faktisch lückenlosen Anschnitt der Füllung dieses fossilen Sedimentbeckens. Dieser Teil des karbonischen Cumberland-Beckens ist strukturell gegliedert in das wahrscheinlich von einer Salzstruktur aufgewölbte Minudie-Antiklinorium im Norden und das als Randsenke interpretierte Athol-Synklinorium im Süden. Die Achsen beider Strukturen streichen annähernd Ost-West (die des Athol-Synklinoriums biegt weiter östlich nach Nordost ab). Im Kern des Minudie-Antiklinoriums treten Gesteine des mittleren Unterkarbons (Windsor-Gruppe, Viséum) zutage, an die sich nach Süden sukzessive jünger werdende Einheiten anschließen, darunter auch die an den Joggins Fossil Cliffs aufgeschlossenen Serien. Daher fallen die Schichten des Kliffs moderat (ca. 20°) nach annähernd Süden ein. Das Athol-Synklinorium wird nach Süden von einer Störung gegen das prä-karbonische kristalline Grundgebirge der Cobequid Highlands begrenzt.
Die Schichten des Joggins Fossil Cliffs repräsentieren etwa 15 Millionen Jahre der Erdgeschichte, bei einer Mächtigkeit von 4.442 m. Es handelt sich damit um die weltweit mächtigste aufgeschlossene Abfolge eines karbonischen Kohlebeckens. Die Abfolge umfasst die Shepody- und Claremont-Formation der spät-unterkarbonischen (oberes Viséum, unteres Namurium) Mabou-Gruppe sowie die Boss-Point-, Little-River-, Joggins-, Springhill-Mines- und Ragged-Reef-Formation der oberkarbonischen Cumberland-Gruppe. Zwischen Mabou- und Cumberland-Gruppe ist eine Schichtlücke eingeschaltet, die etwa 7 Millionen Jahre, das komplette höhere Namurium, umfasst. Mabou- und Cumberland-Gruppe bestehen fast ausschließlich aus kontinentalen Sedimenten, d. h., sie sind überwiegend auf dem Festland abgelagert worden. Kohleführende Schichtenfolgen (engl. coal measures) beschränken sich jedoch auf die Joggins- und Springhill-Mines-Formation, wobei die seltenen Fossilien, für die das Kliff letztlich Berühmtheit erlangte, bislang ausschließlich aus der Joggins-Formation bekannt sind. Auf diese letztgenannten Schichten konzentrierte sich das wissenschaftliche Interesse seit den ersten Funden im Jahre 1852 (siehe Forschungsgeschichte), weshalb dieser Teil des Kliffs auch als die Classic Section („klassischer Aufschluss“ oder „klassisches Schichtprofil“) bezeichnet wird.

#### Die Joggins-Formation

##### Definition und Alter

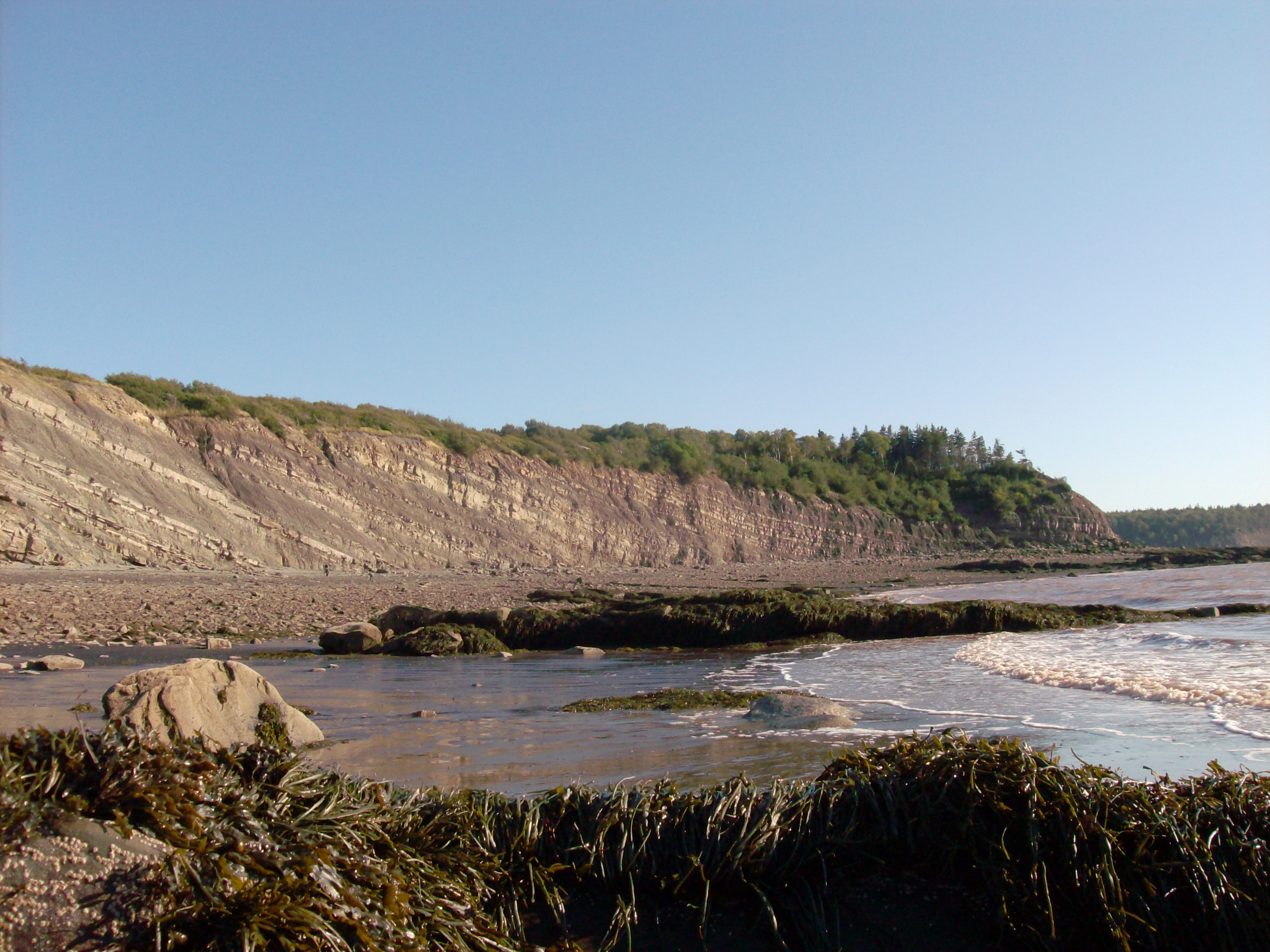
Aufschluss des höchsten Teils der Joggins-Formation (links) und der basalen Schichten der konkordant auflagernden Springhill-Mines-Formation (rechts), ca. 750 bis 1000 m südlich von Coal Mine Point.

Im Abschnitt zwischen etwa 2 km nordöstlich bis 750 m südlich der Landspitze Coal Mine Point (Hardscrabble Point) befindet sich das Typusprofil der Joggins-Formation. Die Basis der dort insgesamt 915 m mächtigen Formation ist 2005 anhand des stratigraphisch tiefsten Auftretens eines Kohleflözes (Flöz Nr. 45 nach Logan, 1845) in der Cumberland-Gruppe neu definiert worden. Die Joggins-Formation unterscheidet sich dabei von der ebenfalls kohleführenden, konkordant auflagernden Springhill-Mines-Formation durch das Vorkommen brackisch-mariner, muschelhaltiger Schwarztonsteine (engl. clam coal, „Muschelkohle“) und mariner, bituminoser Kalksteine. Das Top der Joggins-Formation ist definiert als Logans Flöz Nr. 1, überlagert von der letzten mächtigeren Kalksteinbank in der gesamten weiteren Abfolge der Cumberland-Gruppe.
Das relative Alter der Joggins-Formation wird, basierend auf palynostratigraphischen Untersuchungen, allgemein mit Langsettium (Westfalium A, Bashkirium der internationalen geologischen Zeitskala) angegeben, was einem absoluten Alter von etwa 315 Millionen Jahren entspricht.

##### Fazies und Zyklen
Neben Kalksteinen, „Muschelkohle“ und Kohle enthält die Joggins-Formation vor allem auch Sandsteine und relativ kohlenstoffarme Tonsteine. Diese Sedimente kommen in der Abfolge in verschiedenen speziellen Ausprägungen und in wechselnden Anteilen vor. Anhand der speziellen Merkmale (Fazies) einzelner Schichten lassen sich Aussagen darüber treffen, ob zwei übereinander liegende Schichten unter eher ähnlichen oder eher verschiedenen Umweltbedingungen abgelagert wurden. Fazies, die ähnliche Umweltbedingungen repräsentieren, bilden eine sogenannte Faziesvergesellschaftung. So lassen sich innerhalb der Abfolge Schichtpakete anhand ihrer Faziesvergesellschaftung zusammenfassen und von anderen Schichtpaketen unterscheiden. In der Joggins-Formation werden grob drei solcher Faziesvergesellschaftungen ausgeschieden, die drei benachbarte Ablagerungsmilieus repräsentieren: offene Lagune (engl. open water facies, 9 % Anteil an der Abfolge), sumpfige Schwemmebene (engl. poorly drained floodplain facies, 56 %) und trockene Schwemmebene (engl. well drained floodplain facies, 31 %). Entsprechend der Walther’schen Faziesregel finden sich die drei Faziesvergesellschaftungen bzw. Ablagerungsmilieus in der Schichtenfolge übereinander und bilden sogenannte „oben-flach“-Kleinzyklen (engl. shallowing upward cycles), d. h., sie dokumentieren einen zyklischen Wechsel von Flutung und Aufschüttung des Ablagerungsraumes, bzw. ein zyklisches Vordringen und Zurückweichen der Küstenlinie. Ein idealisierter Kleinzyklus beginnt mit einer marinen Kalksteinbank oder einem dünnen Kohleflöz und führt über eine Wechsellagerung aus Kalksteinen, Muschelkohle sowie Sand- und Tonsteinen (offene Lagune), gefolgt von einer Wechsellagerung aus Sandsteinen, Tonsteinen und relativ mächtigen Kohleflözen (sumpfige Schwemmebene) zu Sand- und Tonsteinen ohne Kohleflöze (trockene Schwemmebene). Die insgesamt 14 „oben-flach“-Kleinzyklen werden als Parasequenzen im Sinne der Sequenzstratigraphie gedeutet.

##### Kohle
Die Steinkohleflöze der Joggins-Formation sind eher geringmächtig, erreichen einschließlich sandig-toniger Einschaltungen aber in einigen Fällen mehr als 2 m. Eines dieser mächtigeren Flöze ist das Joggins-Flöz (Kohle Nr. 7 nach Logan, 1845) im höchsten Teil der Formation, das ca. 500 m südlich von Coal Mine Point im Kliff ausbeißt. Es handelte sich um das wirtschaftlich bedeutendste Flöz im ehemaligen Joggins-Kohlerevier. Die Kohle in der Joggins-Formation ist typischerweise hell und claritreich. Eine interne Schichtung tritt stets in Form von Fusit-Horizonten auf. Auf Mikroebene dominieren Vitrinite, assoziiert mit Liptiniten, wobei auch letztgenannte bisweilen dominieren. Der Inkohlungsgrad R0 (Vitirinitreflexion) beträgt um 0,7 %. Ihr hoher Schwefelgehalt (mindestens 5 %), der vor allem auf einem hohen Gehalt an Pyrit beruht, und der hohe Anteil an mineralischer Substanz („Asche“, ca. 30 %) macht die Joggins-Kohle zu einer Kohle von geringer Qualität.

### Quartär
Nach Abklingen der letzten Kaltzeit des Pleistozäns verlor der Laurentidische Eisschild, der bis dahin weite Teile des nördlichen Nordamerikas bedeckte, zunehmend an Substanz. Die kontinentale Erdkruste, die unter dem Gewicht des Eises eingesunken war, hob sich wieder (sogenannte postglaziale Hebung), was zu einer, in geologischen Maßstäben relativ raschen, Anhebung bis dahin auf Meeresniveau liegender Areale und damit zu einem Rückzug der Küstenlinien führte. Diese Hebung ist auch an der Steilküste von Joggins dokumentiert: Die Oberkante des Sandsteinkliffs repräsentiert eine alte Brandungsplattform, die über den Meeresspiegel angehoben wurde und heute von rotem Geschiebemergel überdeckt ist, den die Gletscher der letzten Kaltzeit dort hinterließen und deren vom Regen ausgewaschene Tonpartikel die Kliffwand darunter ziegelrot färben (allerdings sind auch etliche der karbonischen Sedimentgesteine primär rötlich).

## Lebewelt

Schädelrekonstruktion von Hylonomus lyelli, des geologisch ältesten Reptils und damit wohl berühmtesten Konstituenten der Joggins-Fauna.

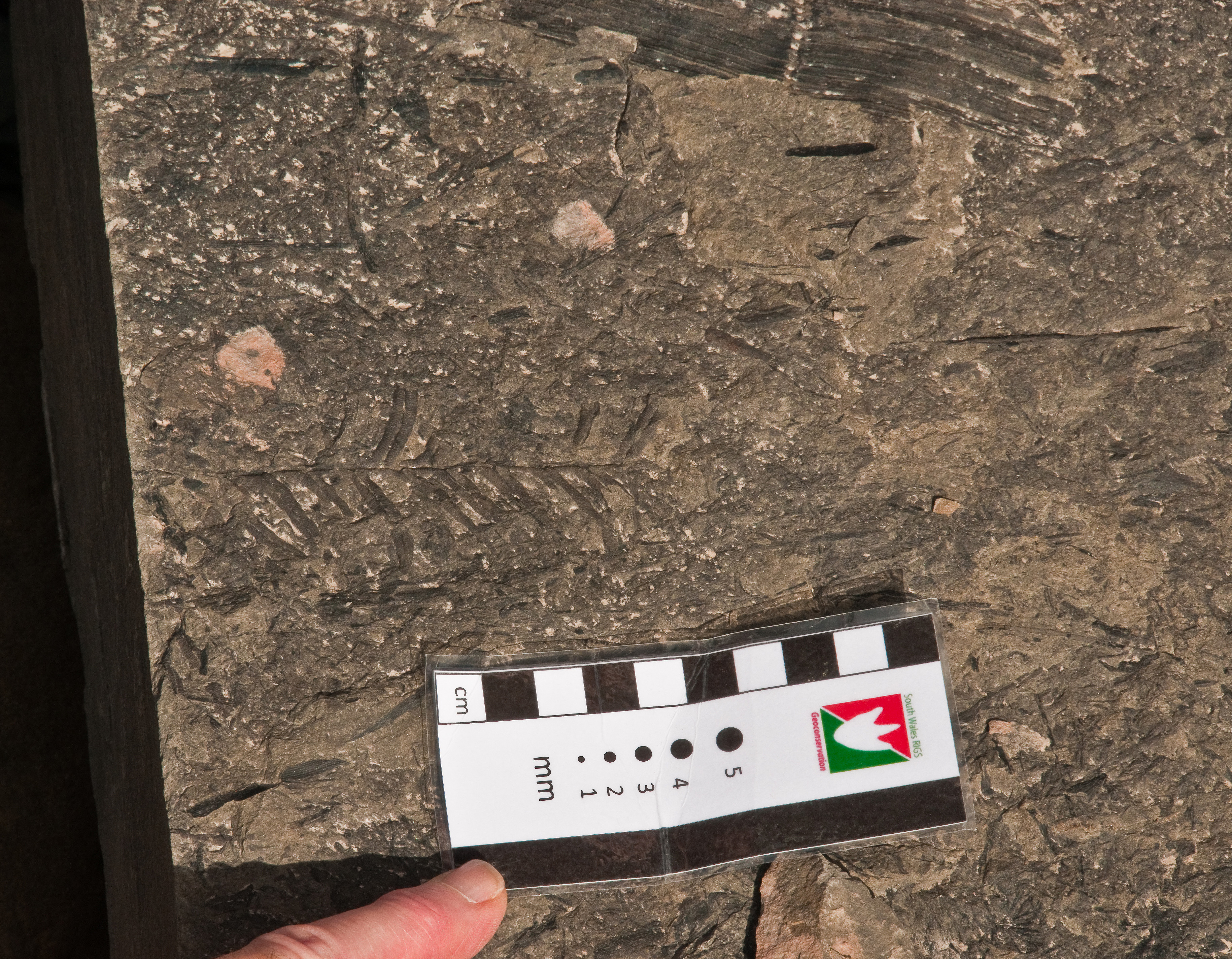
Pflanzenhächsel mit identifizierbaren Resten von Palmfarnen (?Alethopteris) und Schachtelhalmen.

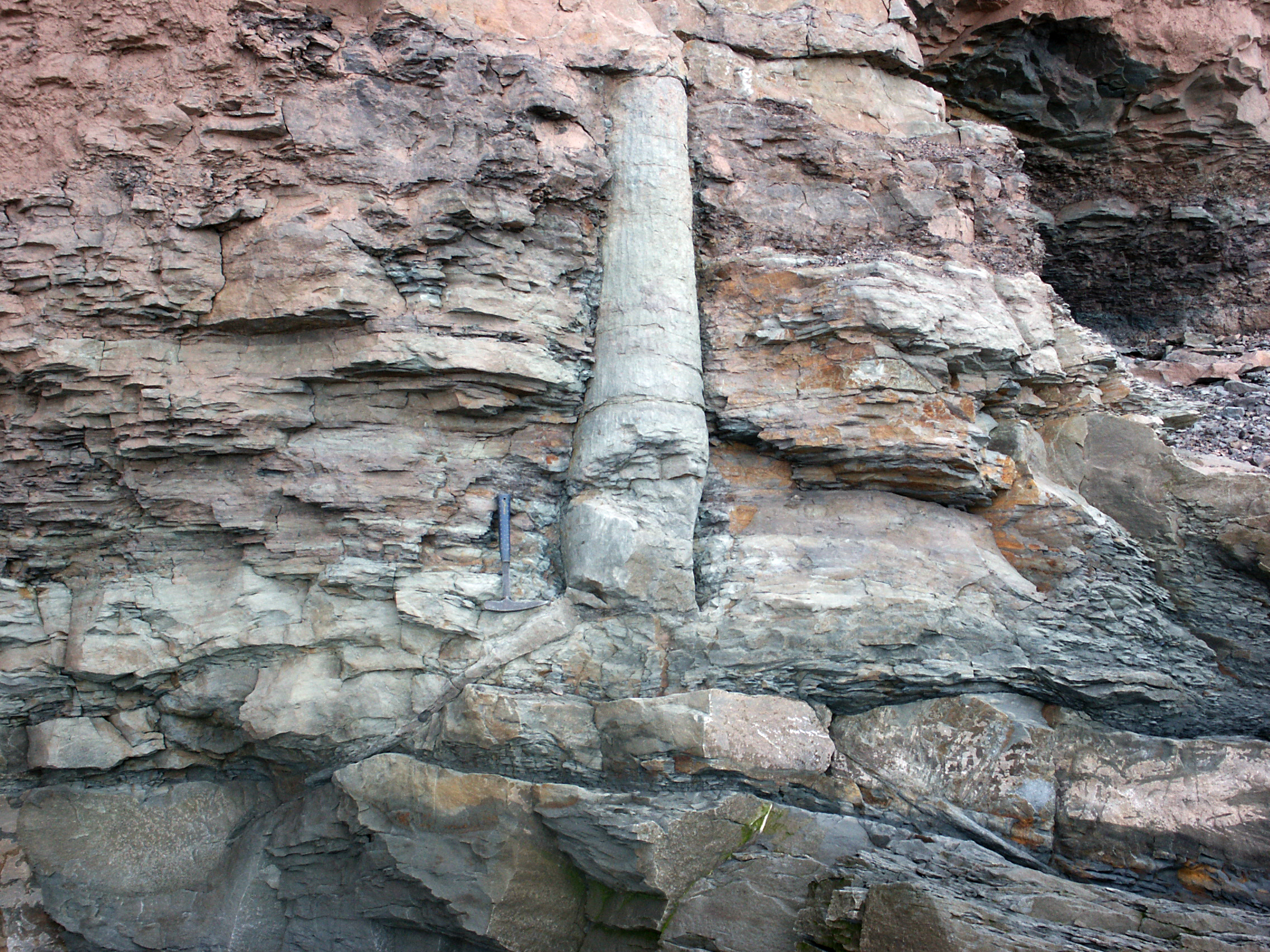
Sandsteinfüllung des Stumpfes eines Sigillaria-Baumes, mitsamt Wurzeln (Stigmaria). Im Bereich der Wurzeln streichen zwei dünne Kohlelagen aus. Joggins-Formation nahe Coal Mine Point.

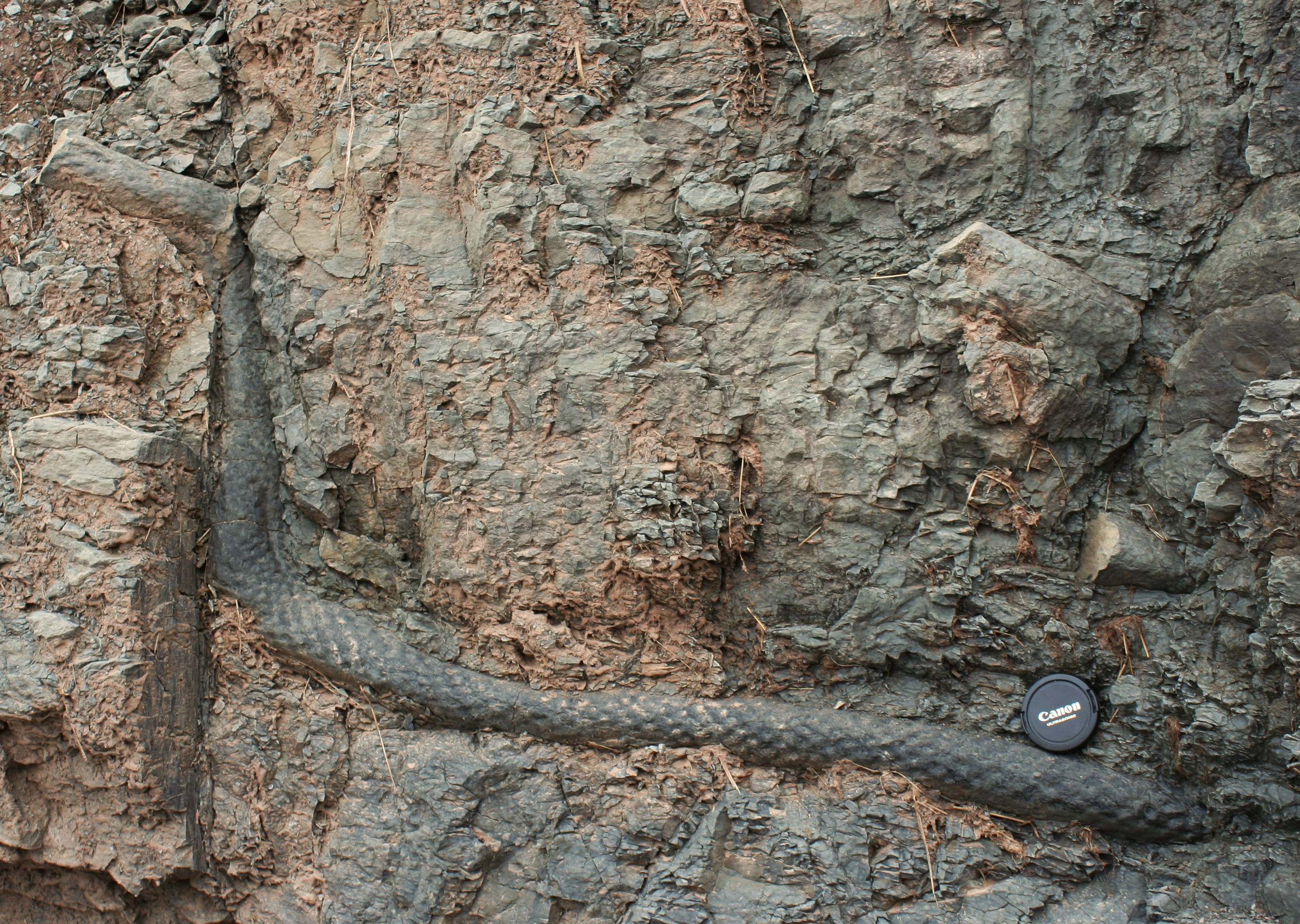
Stigmaria, Wurzelstrang eines Bärlapp-Baumes, Joggins-Formation.

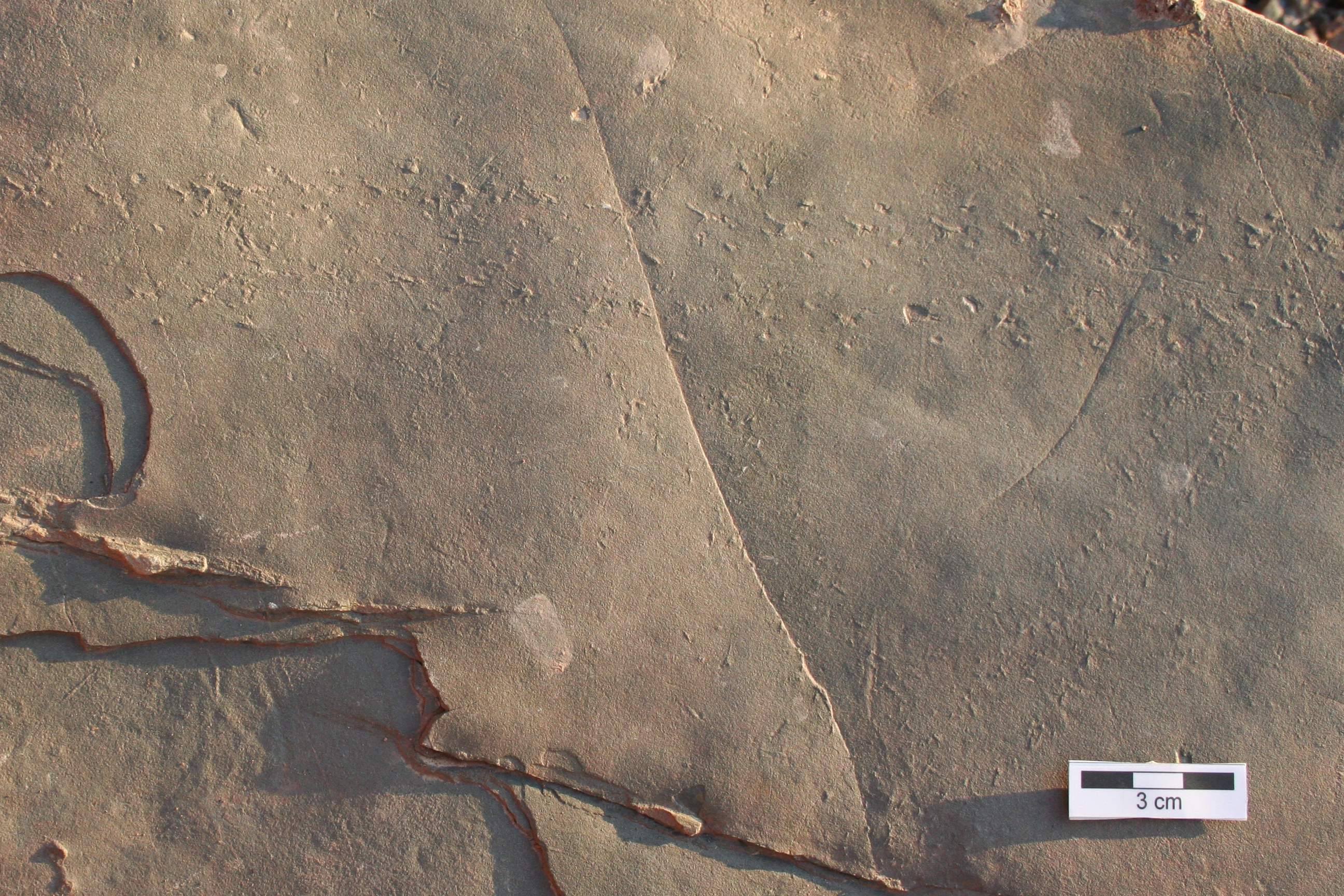
Drei sich kreuzende Pfeilschwanzkrebs-Fährten Kouphichnium. Ausfüllungen auf Schichtunterseite einer Sandsteinlage der Joggins-Formation.

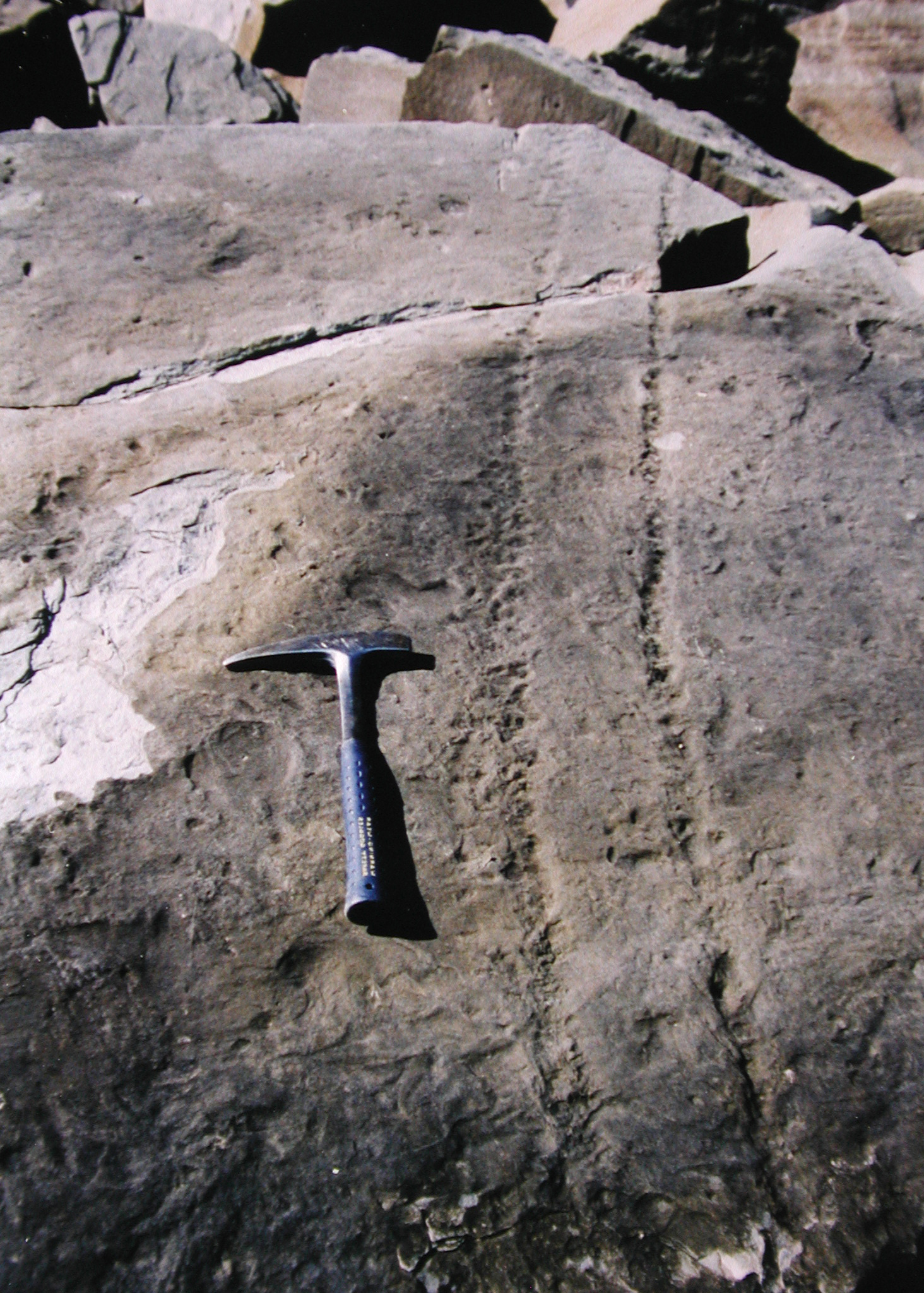
Diplichnites, die Fährte eines großen, mit heutigen Tausendfüßern näher verwandten Arthropoden auf einer Schichtoberseite. Joggins-Formation.

### Ausnahmecharakter der Lokalität
Nach nunmehr über 150 Jahren paläontologischer Forschung werden heute in der fossilen Lebewelt der Joggins-Formation 195 nominelle Arten (einschließlich Spuren- und Pflanzen-Formtaxa) unterschieden. Damit handelt es sich um eine der umfangreichsten Stichproben unter den Fossilfundstätten des Oberkarbons, die nur von den denen am Mazon Creek in Illinois noch übertroffen wird. Alle Glieder der seinerzeit bestehenden Nahrungsnetze sind grob vertreten, von den Primärproduzenten, den Pflanzen, über Detritusfresser und „niedere“ Jäger, repräsentiert durch Arthropoden, bis hin zu den oberen Positionen in der Nahrungspyramide, besetzt durch Fische und Tetrapoden.
Fossilien treten in allen drei Faziesvergesellschaftungen bzw. Ablagerungsräumen autochthon, oft auch in situ auf. So stehen die Sandsteinfüllungen von Baumstümpfen samt Wurzeln noch heute aufrecht dort, wo die Bäume einst wuchsen, wenngleich das Substrat von damals heute „schräg“ steht. Die Ausfüllungen schließen auch die Wurzeln mit ein und reichen in Tonsteinlagen unterhalb von Kohleflözen, sogenannte Underclays, hinab – sie gehören folglich zur Sumpfland-Fazies. Insgesamt weist die Classic Section 68 Horizonte mit solch stehenden Baumstumpffossilien auf. Rund 100 dieser gräulichen Sandsteinzylinder, die einen Durchmesser von bis zu 45 cm und eine Höhe von bis zu 7,60 m erreichen, sind stets in der Kliffwand sichtbar. In zahlreichen der Stümpfe sind Reste von Landschnecken und Tetrapoden überliefert – eine Erhaltungsform, die weltweit so nur noch aus einer einzigen weiteren Fossillokalität bekannt ist (Florence im Oberkarbon der Kap-Breton-Insel, ebenfalls in Nova Scotia). Seit den ersten Funden im Jahre 1852 sind so eine große Anzahl von Tetrapodenknochen entdeckt worden, die als die Überreste von insgesamt knapp 210 einzelnen Individuen identifiziert werden konnten. Daneben sind zahlreiche Trittsiegel und Fährten von Arthropoden und Wirbeltieren im Sediment „eingefroren“ überliefert.
Für mehr als die Hälfte der 63 im Kliff vorkommenden Arten terrestrischer Tiere und Fährten ist Joggins entweder das einzige Vorkommen oder aber zumindest die Typlokalität. Im Fall der Tetrapoden, 16 Arten, liegt diese Quote sogar bei 100 %. Zwei dieser Arten, Hylonomus lyelli und Protoclepsydrops haplous, gelten als die ältesten Vertreter der Amnioten, jener Tetrapodengruppe, die seit dem Perm die terrestrische Wirbeltierfauna dominiert. Alles in allem betrachtet ist die Classic Section von Joggins ein äußerst umfangreiches, in dieser Form weltweit einzigartiges komplexes Geoarchiv eines Ablagerungs- und Lebensraumes des oberen Karbons.
Fundstücke aus Joggins lagern in den Sammlungen der renommiertesten naturkundlichen Museen der Welt, dazu gehören das
- American Museum of Natural History in New York,
- British Museum of Natural History in London,
- Field Museum of Natural History in Chicago,
- Harvard Museum of Comparative Zoology in Cambridge, Massachusetts,
- Redpath-Museum der McGill-Universität in Montreal,
- Royal Ontario Museum in Toronto,
- Sedgwick Museum of Earth Sciences in Cambridge, England, und das
- Yale Peabody Museum in New Haven, Connecticut.

### Flora
Die Fossilüberlieferung von Pflanzen im Joggins-Kliff umfasst etwa 95 Makrofossil-Arten (einschließlich Formtaxa) sowie 187 Palynospezies (Pollen und Sporen). Die baumartigen Bärlappgewächse der Gattungen Lepidodendron und Sigillaria waren die Hauptbiomasseproduzenten im Kohlesumpf von Joggins und trugen den größten Anteil zur Akkumulation von Torf und damit letztlich zur Entstehung der Steinkohleflöze bei. An trockenen Standorten dominieren jedoch Cordaiten, die zu den Samenpflanzen gehören und besser mit Wassermangel zurechtkamen. Auch in Gesteinsabfolgen, die als Ablagerungen der Gezeitenzone (Watt i. w. S.) interpretiert werden, kommen vorwiegend Reste von Cordaiten vor. Diese Vertreter waren möglicherweise eine Art ökologisches Pendant heutiger Mangroven. Das Unterholz der Sumpfwälder wurde gebildet aus relativ grazil gebauten und teilweise lianenartigen Farnpflanzen sowie aus Schachtelhalmen (z. B. Annularia) und Palmfarnen (letztere ebenfalls Samenpflanzen).

### Fauna
Im Sumpfwald lebten zahlreiche wirbellose Landtiere, so zum Beispiel die frühe Landschnecke Dendropupa vetusta, vor allem aber Gliederfüßer (Arthropoda), vertreten durch Spinnen, Skorpione, Fluginsekten und Tausendfüßler. Viele Arthropodenreste sind in Tetrapodenkoprolithen enthalten, d. h., die Erhaltungsform gibt gleichzeitig Aufschluss über Räuber-Beute-Beziehungen im Sumpfwald.
Die entsprechende terrestrische Räubergilde bestand sowohl aus „echten“ frühen Amnioten, wie Hylonomus und Protoclepsydrops, als auch aus nicht näher mit den Amnioten verwandten, konvergent stark an das Landleben angepassten Formen, wie den Microsauriern Archerpeton, Hylerpeton oder Leiocephalikon, oder aber dem Temnospondylen Dendrerpeton. Wie die Wirbeltierreste in die Baumstümpfe hineingeraten sind, dazu existieren drei Hypothesen. Die eine besagt, dass die Tiere erst nach ihrem Ableben durch Wasser in die äußerlich von Sand verschütteten, hohlen Stümpfe hineingespült wurden. Die zweite geht davon aus, dass die Tiere versehentlich zu Lebzeiten hineingefallen sind und nicht wieder herauskamen. Die dritte, von den heutigen Joggins-Forschern favorisierte These betrachtet diese Form der Fossilüberlieferung als frühesten Beleg für Landwirbeltiere, die hohle, abgestorbene Bäume als permanenten Unterschlupf nutzen (engl.: hollow tree guild), so wie es viele heutige Waldbewohner tun.
Die Invertebratenvergesellschaftung der Sumpfwaldgewässer und der offenen Lagune bestand aus Muscheln (z. B. der mehr als 20 cm lang werdenden Unionoiden Archanodon), dem Serpuliden Spirorbis (z. T. auch an Muschelgehäusen angeheftet), Eurypteriden und Pfeilschwanzkrebsen. In den Gewässern standen an der Spitze der Nahrungspyramide einerseits Fische, insbesondere die „Süßwasserhaie“ Xenacanthus und Ctenacanthus, andererseits aber auch stark an ein aquatisches Leben angepasste Tetrapoden, wie der mit einem langgestreckten, aalartigen Körper ausgestattete „Anthracosaurier“ Baphetes.

### Ichnofauna (Spurenfossilien)
Prinzipiell lassen sich zwei Spurenfossilgruppen unterscheiden: Grab- und Fressgänge (Domichnia und Fodinichnia) sowie Weidespuren (Pascichnia) aquatischer Wirbelloser (z. B. Insektenlarven), die im Sediment am Gewässergrund angelegt bzw. erzeugt wurden, und Trittsiegel und Fährten (Repichnia bzw. Cursichnia) terrestrischer Arthropoden und Wirbeltiere, die an der Luft (subaerisch) in die Oberfläche eines feuchten Sedimentes eingedrückt wurden. In der Lagunenfazies dominieren die subaquatischen (semi-)infaunalen Invertebratenspuren, wie Arenicolites, Cochlichnus, Treptichnus oder Taenidium, wohingegen in der Sumpfwaldfazies und der trockenen Ebene die subaerischen Trittsiegel und Fährten, wie Diplichnites, Matthewichnus oder Limnopus, weit überwiegen. Die subaerische Pfeilschwanzkrebsfährte Kouphichnium ist jedoch ein Konstituent der Lagunenfazies. Insgesamt kommen etwa 20 verschiedene Fährten-Ichnospezies in der Joggins-Formation vor.
Die meisten Trittsiegel entstammen einer Fundstelle in der höheren Joggins-Formation ca. 100 m nördlich von Coal Mine Point. Dort sind auch die bislang kleinsten bekannten fossilen Wirbeltiertrittsiegel, ein Exemplar von Batrachichnus salamandroides (Spuren sehr kleiner oder junger Temnospondylen oder Microsaurier), gefunden worden. Die gesamte Fährte hat eine Länge von nur knapp 5 cm. Die Trittsiegel der Vorderextremitäten sind nur 1,6 mm lang, die der Hinterextremitäten 2,4 mm.

## Geschichte

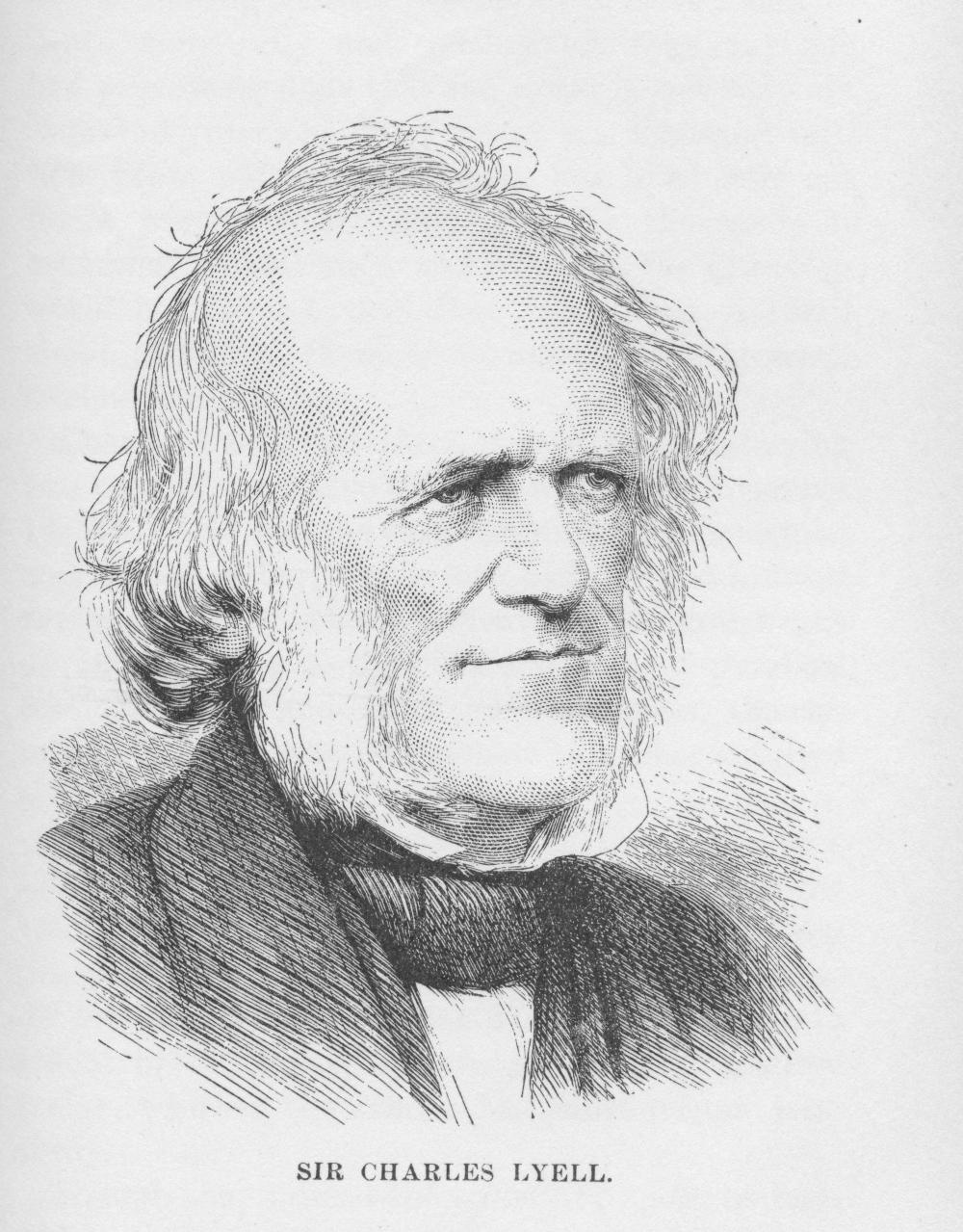
Charles Lyell (1797–1875)

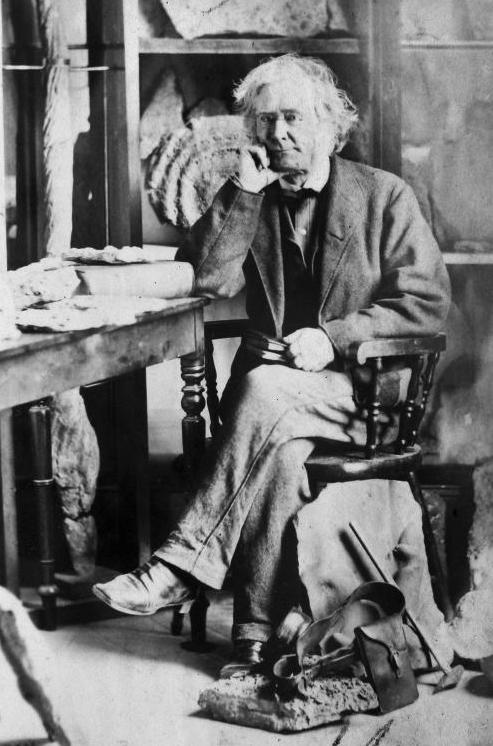
William Edmond Logan (1798–1875)

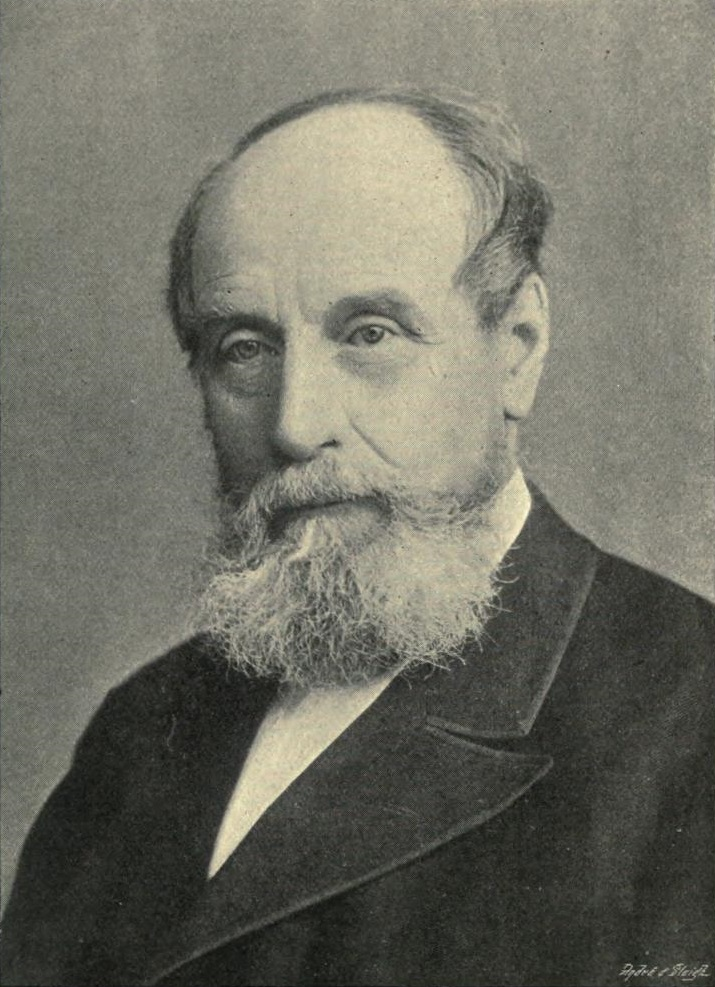
John William Dawson (1820–1899)

### Forschung

#### Anfänge bis 1842
In den Jahren 1829 und 1836 erschienen erste, kurze Beschreibungen des Kliffs der Classic Section und der darin enthaltenen Kohle und fossilen Baumstämme in wissenschaftlichen Zeitschriften. Diese weckten das Interesse eines der berühmtesten Geologen des 19. Jahrhunderts, des Schotten Sir Charles Lyell. Lyell beschäftigte sich zu dieser Zeit mit Modellen zur Entstehung von Kohlelagerstätten, wobei vor allem strittig war, ob die ursprüngliche Biomasse allochthon (nach Transport im Meer) oder autochthon (direkt im Kohlewald) akkumulierte. Lyells erster Besuch des Kliffs, bei dem er vom damaligen obersten Geologen der Provinz New Brunswick („Neu-Braunschweig“) Abraham Gesner begleitet wurde, fand im Juli des Jahres 1842 im Rahmen seiner ersten Nordamerika-Reise statt. Während dieser Reise, bei der er auch andere Kohlelagerstätten besuchte, kam Lyell u. a. angesichts der unmittelbar mit den Kohleschichten assoziierten Baumstümpfe im Kliff von Joggins zu der Erkenntnis, dass die Biomasse der Kohlelagerstätten einst autochthon akkumuliert sein musste. Daneben wies Lyell zahlreiche geologische Parallelen der Joggins-Lokalität zu den Steinkohlelagerstätten Europas, insbesondere Englands nach – ein Umstand, der sich erst gut ein Jahrhundert später, nach Etablierung der Theorie der Plattentektonik, ohne Schwierigkeiten erklären ließ.

#### Erste Profilaufnahme durch Logan (1843)
Im Jahre 1843 nahm Sir William Logan, ein gebürtiger Kanadier, erstmals das Schichtenprofil der Abfolge des Joggins-Kliffs auf, und zwar nicht nur der Classic Section, sondern des gesamten heute als Welterbe ausgewiesenen Abschnitts einschließlich dessen basalerer Schichten bis hinauf nach Minudie – insgesamt ca. 4500 m Profil. Für diese Leistung brauchte er nur fünf Tage, was sich allerdings negativ auf die Genauigkeit auswirkte.
Logan unterteilte das Profil nach petrographischen Gesichtspunkten in 8 „Divisions“ und bezeichnete jenen Teil, der heute im Wesentlichen der Joggins-Formation entspricht, als „Division 4“. In dieser Division 4 zählte er 45 Kohleflöze, wobei er vom Hangenden zum Liegenden (von „oben“ nach „unten“ bzw. von jung nach alt) zählte, nicht, wie heute in der Stratigraphie allgemein üblich, vom Liegenden zum Hangenden.
Zu Logans Ärger hatte keine geologische Zeitschrift interesse an der Veröffentlichung dieser Profilaufnahme, sodass er sie schließlich im Anhang eines Jahresberichts der Kolonialverwaltung der Provinz Kanada publizieren musste.

#### Dawson und Lyell (1852)

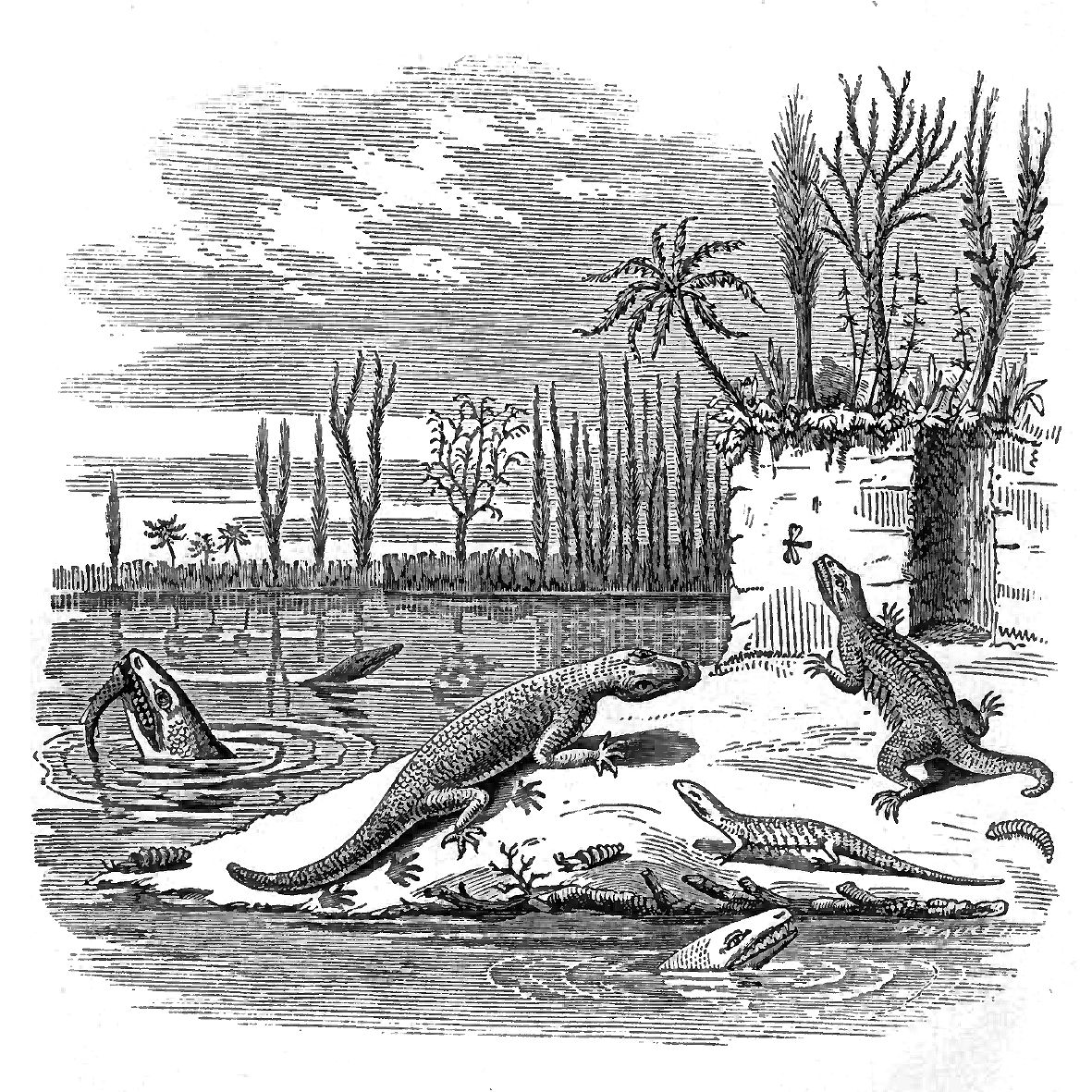
Historische Rekonstruktion (Dawson, 1863) der Lebewelt der Kohlesümpfe des frühen Westfaliums (unteres Oberkarbon) Nordamerikas, maßgeblich basierend auf den Funden von Joggins.

1852, im Rahmen seiner dritten Nordamerika-Reise, kam Lyell zum zweiten Mal an die „South Joggins“, wie die Südostküste der Chignecto Bay seinerzeit genannt wurde. Begleitet wurde er diesmal vom damaligen obersten Bildungsbeauftragten Kanadas John William Dawson, einem schottischstämmigen gebürtigen Kanadier, den Lyell seit seiner ersten Nordamerika-Reise kannte und sich mittlerweile mit ihm angefreundet hatte. Während dieses Besuches machten die beiden jenen Fund, durch den das Joggins-Kliff Berühmtheit erlangen sollte. Aus nicht näher genanntem Grund vermuteten Lyell und Dawson, dass der Sandstein, aus dem die Baumstumpffossilien im Wesentlichen bestehen, selbst Überreste von Lebewesen enthalten könnte. Sie wollten nun diese Vermutung überprüfen und, sofern sie sich als richtig erweisen sollte, abklären, inwiefern sich die Fossilien in den Baumstümpfen, von denen außerhalb der Stümpfe unterschieden. So ließen die beiden mehrere Stümpfe, die nahe Coal Mine Point aus dem Kliff herauswitterten, von einem eigens als Grabungshilfe eingestellten Kohlekumpel „ausgraben“, um sie öffnen und untersuchen zu können. In dem karbonatisch zementierten Sandstein der Stümpfe fanden sie zunächst nur Überreste verschiedener Pflanzen. In einem der Stümpfe stießen sie jedoch schließlich auf Knochen, von denen sie glaubten, dass sie von Landwirbeltieren („air breathers“) stammten. Da weder Lyell noch Dawson zu diesem Zeitpunkt besondere osteologische Kenntnisse besaßen, brachten sie das Material zu Jeffries Wyman ans Harvard College nach Cambridge, Massachusetts. Dieser bestätigte ihnen, dass es sich um Tetrapodenknochen handelte. Während Wyman das Gestein für die Begutachtung der Knochen aufbrach und spaltete, fand er darin das Gehäuse einer Landschnecke. Angesichts all dieser, für diese Zeit sensationellen, Entdeckungen, nahmen Lyell und Dawson ein detailliertes Profil der Abfolge am Coal Mine Point auf (wahrscheinlich war ihnen Logans Profil aufgrund dessen Veröffentlichung in einem Verwaltungsbericht bis dahin noch nicht bekannt) und beschrieben die Funde sowie die Schichten, in denen sie gemacht wurden, sorgfältig. Die Beschreibung der Tetrapodenreste (Erstbeschreibung von Dendrerpeton acadianum) übernahm neben Wyman auch der berühmte Sir Richard Owen.
Die Entdeckung der Landtiere in den Baumstumpffossilien überzeugte schließlich auch einen anderen Freund Lyells, den Vater der Evolutionslehre Charles Darwin, davon, dass die Biomasse, aus der Kohlelagerstätten entstehen, nicht im Meer akkumuliert sein kann. Die ebene Schichtung der Kohle ließ Darwin bis dahin glauben, dass sich diese Biomasse nur auf dem Kontinentalschelf angesammelt haben konnte und dass die fossilen Baumstümpfe in den kohleführenden Schichten die Stämme großer Unterwasserpflanzen waren. Später nannte er dies selbst eine „törichte Ansicht“ („silly notion“). Für Darwins Evolutionstheorie spielten das Joggins-Kliff und seine Fossilien aber keine besondere Rolle. In seiner Origin of Species werden sie nur beiläufig in einem einzigen Satz erwähnt.

#### „Dawson-Ära“ (1852–1899)

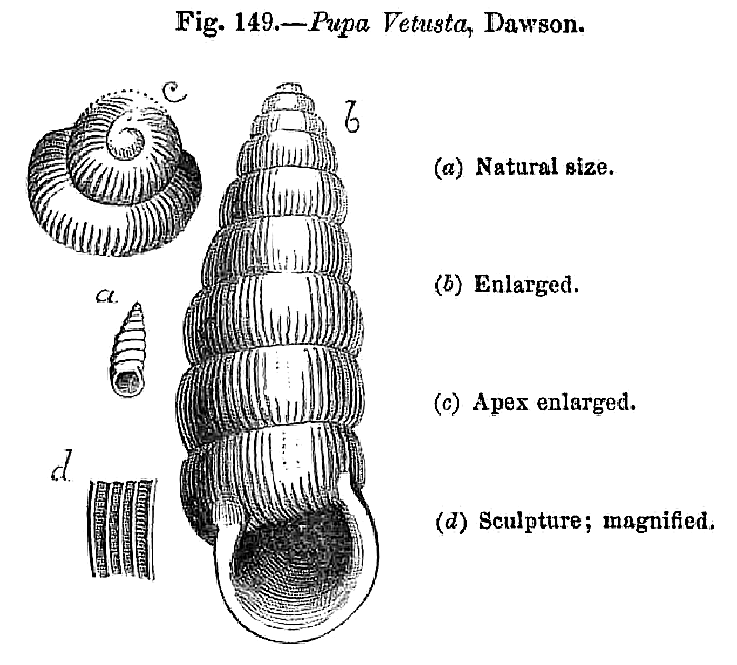
Zeichnung des Gehäuses der oberkarbonischen Landschnecke Dendropupa vetusta (seinerzeit beschrieben unter dem Namen Pupa vetusta) aus Dawsons „Acadian Geology“.

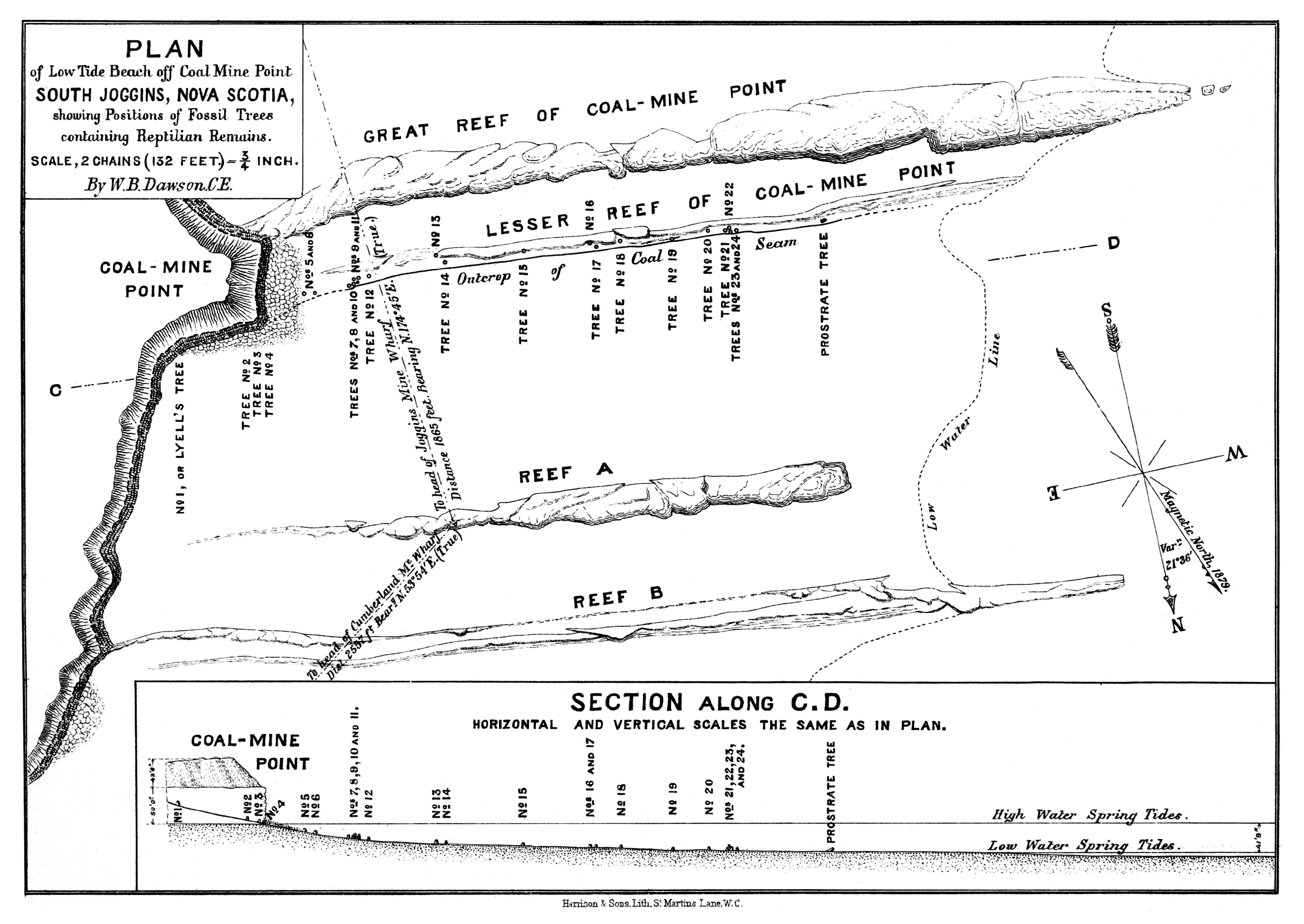
Von Dawson angefertigte Kartenskizze von Coal Mine Point und den vorgelagerten „Riffen“.

Nach dem zweiten Besuch Lyells leistete Dawson bis zu seinem Tod im Jahre 1899 faktisch allein die weitere wissenschaftliche Erforschung der Classic Section, über die er zwischen 1853 und 1896 insgesamt 19 größere Abhandlungen verfasste. Dawson hatte die Joggins-Formation in seinem selbst bzw. anfangs noch zusammen mit Lyell aufgenommenem Profil in 27 „Sections“ gegliedert, die er mit römischen Ziffern bezeichnete (im Gegensatz zu Logan zählte er jedoch, stratigraphisch korrekt, vom Liegenden zum Hangenden). Inzwischen hatte er sich auch ein Exemplar von Logans Profil beschafft und kombinierte dessen stratigraphische Nomenklatur mit seiner eigenen, woraus sich die typischen stratigraphischen Positionsangaben ergaben, die sich in Dawsons Schriften und auch noch lange danach in der paläontologischen Literatur finden. Das stratigraphische Intervall am Coal Mine Point, das Intervall, das die meisten Tetrapodenfossilien hervorbrachte, wird nach dieser Nomenklatur als „Division 4, Section XV, coal-group 15“ bezeichnet.
Da Dawson 1855 Direktor der McGill-Universität wurde und fortan nur noch wenig Zeit für die Feldforschung hatte, arbeitete er eng mit den Betreibern der Kohlebergwerke von Joggins zusammen, die ihn umgehend darüber in Kenntnis setzten, wenn während des Abbaubetriebs bedeutendere Fossilien entdeckt wurden. Zahlreiche dieser Exemplare schickte er zur wissenschaftlichen Bearbeitung nach England, von denen sich einige bis heute in den Archiven des Museums der Londoner Geological Society befinden. So stieß man im Sommer des Jahres 1859 erneut auf zahlreiche Landwirbeltierreste in einem der fossilen Baumstümpfe, anhand derer Dawson unter anderem die Art Hylonomus lyelli beschrieb.
Es folgten weitere Tetrapodenfunde, die das wissenschaftliche Potenzial des Joggins-Kliffs zunehmend verdeutlichten. Daraufhin wurde Dawson im Jahre 1877 von der Royal Society in London mit Forschungsgeldern in Höhe von 50 Pfund Sterling, seinerzeit eine beträchtliche Summe, ausgestattet. Mit Hilfe dieser Gelder und der Unterstützung der ansässigen Kohlebergwerksbetreiber führte er eine großangelegte Grabung am Coal Mine Point durch. Aus einer Schichtrippe, dem „Kleineren Riff“ („Lesser Reef“), die sich von Coal Mine Point in die Chignecto Bay erstreckt, wurden u. a. durch Sprengungen, eine nach heutigen Maßstäben höchst unorthodoxe Methode, 25 fossile Baumstümpfe herausgebrochen, von denen 15 die Reste von mehr als 100 Landwirbeltieren enthielten. Aufgrund der natürlichen Erosion ist dem „Riff“ heute von dieser recht brachialen Behandlung nichts mehr anzusehen.

#### Marshs „Eosaurus acadianus“
Im Jahre 1862 beschrieb der später als Dinosaurierjäger und erbitterter Rivale von Edward Drinker Cope bekannt gewordene Othniel C. Marsh zwei fossile Wirbel, die er angeblich 1855 in Joggins gefunden hatte, unter dem Namen Eosaurus acadianus. Dawson stellte in seiner „Acadian Geology“ eine frappierende Ähnlichkeit dieser Wirbel mit jenen der mesozoischen Ichthyosaurier fest, also mit Lebewesen, die erst rund 70 Millionen Jahre nach Ende des Karbons in der Fossilüberlieferung erschienen. Mehrere bedeutende Wirbeltierpaläontologen des 20. Jahrhunderts, unter anderem Alfred Romer, Robert Carroll und Donald Baird, kamen später zu dem Schluss, dass es sich tatsächlich um Ichthyosaurierwirbel handelt, die zudem aus Lyme Regis in der englischen Grafschaft Dorset stammten. Marsh hatte sie vermutlich von einem Seemann erworben, der ihm offenbar glaubhaft machen konnte, sie stammten von den „South Joggins“.

#### 20. Jahrhundert
Nach Dawsons Tod kam die wissenschaftliche Feldforschung am Kliff zunächst faktisch zum Erliegen. Es wurden zwar weiterhin Fossilien entdeckt, aber im Wesentlichen nur im Zuge des Bergbaubetriebes. Paläontologen befassten sich fast ausnahmslos in den Sammlungen der Museen mit diesen Stücken, u. a. der kanadische Geologe und Paläontologe George Frederic Matthew, der Anfang des ersten Jahrzehnts die Spurenfauna, speziell die Tetrapodenspuren, von Joggins eingehend studierte und beschrieb. Auch wurden zahlreiche unter Dawson gemachte Funde neu untersucht.
Der einzige, der in der ersten Hälfte des 20. Jahrhunderts längerfristig wissenschaftliche Geländearbeit in Joggins leistete, war Walter Andrew Bell, ein kanadischer Paläontologe und Geologe. Bereits relativ kurz nach Aufnahme seiner Forschungen im Jahre 1911 galt er als Experte für die Classic Section. In einem Aufsatz, der im Jahr 1914 erschien, prägt er den Namen „Joggins Formation“. Der Schwerpunkt seiner Arbeit lag vor allem auf der Untersuchung der Paläoflora und der Erstellung eines auf Pflanzen basierenden biostratigraphischen Schemas für das terrestrische Oberkarbon der atlantischen Provinzen Kanadas. Im Rahmen dieser Arbeit bestätigte er die von Lyell beobachtete Ähnlichkeit der „coal measures“ Nova Scotias und Europas. In einer umfassenden Monographie über die oberkarbonischen Floren Nova Scotias aus dem Jahr 1943 war er der erste, der das diesbezügliche Wissen der „Dawson-Ära“ erweiterte und auf einen neuen Stand brachte und der zudem die Joggins-Formation relativ präzise datierte, indem er sie in das tiefere Westfalium der Karbonstratigraphie Europas einordnete. Bereits im Jahre 1934 hatte Margaret C. Steen eine vielbeachtete Neubearbeitung der Tetrapodenfauna veröffentlicht.
Die wohl bedeutendsten Tetrapoden-Aufsammlungen in der zweiten Hälfte des 20. Jahrhunderts fanden unter Leitung des berühmten Alfred Sherwood Romer statt, seinerzeit Direktor des Museum of Comparative Zoology in Harvard. Allerdings waren diese Kampagnen nicht unumstritten. Manche warfen ihm vor, er plündere das Kliff in unverantwortlicher Weise. Dies veranlasste die Provinzregierung von Nova Scotia 1970 dazu, Gesetze zu erlassen, die das Sammeln von Fossilien am Kliff strenger reglementierten.
Romer und andere bedeutende nordamerikanische Paläontologen (Llewellyn Ivor Price, Joseph Tracy Gregory oder Frank Elmer Peabody) hatten in den 1920er bis 1950er Jahren zahlreiche relativ gut erhaltene Reste früher Amnioten und anderer Landwirbeltiere in oberkarbonischen und unterpermischen Lokalitäten u. a. in Illinois, Pennsylvania, Kansas und Texas ausgegraben und beschrieben oder älteres Material gesichtet und neu beschrieben. Im Lichte dieser Arbeiten revidierte Robert Lynn Carroll, ein Schüler Romers, Anfang der 1960er Jahre das Tetrapodenmaterial aus Joggins und bestätigte die bereits vorher von Romer selbst geäußerte Vermutung, dass es sich bei Hylonomus lyelli um das älteste bekannte Reptil handele. Spätestens durch diese Erkenntnis stieg das Joggins-Kliff in die Riege der bedeutendsten Wirbeltierfossillokalitäten der Welt auf. Carroll beschrieb im Zuge dieser Neubearbeitung zwei neue „Reptilienarten“: Archerpeton anthracos und Protoclepsydrops haplous. Während Protoclepsydrops heute nach wie vor als möglicher frühester synapsider Amniot gilt, ist Archerpeton mittlerweile als Microsaurier und damit als nicht-amniotischer Tetrapode identifiziert worden.

#### Jüngste Entwicklungen
Die aktuelle und mittlerweile bei Weitem produktivste Phase der wissenschaftlichen Feldarbeit begann in etwa Mitte der 1980er Jahre. Sie steht im Zeichen spezieller, aber auch interdisziplinärer Forschung, die darauf abzielt, das Joggins-Geoarchiv mit all seinen Facetten zu verstehen. Dazu gehört auch das Studium der weniger populären und weniger spektakulären Fossilgruppen, wie z. B. das der Invertebratenspuren oder der Mikrofossilien. In den 1990er Jahren überstieg die Anzahl der wissenschaftlichen Publikationen über Joggins zum ersten Mal den Wert der 1860er Jahre. Im ersten Jahrzehnt des 21. Jahrhunderts war sie doppelt so hoch wie in den 1860ern. Der Inhalt dieses Wikipedia-Artikels stützt sich im Wesentlichen auf zahlreiche dieser jüngsten Arbeiten (siehe Literaturliste).
2003 erfolgte, erstmals seit Logan, Lyell und Dawson, und auf Grundlage moderner sedimentpetrographischer Standards, eine sehr detaillierte Neuaufnahme eines beträchtlichen Teils der Schichtenfolge, die nachfolgend ein neues Referenzprofil für die Geländearbeit lieferte. Wie vielseitig und hochspezialisiert die Forschung nunmehr ist, zeigen die Publikationen des vergangenen Jahrzehnts, die u. a. Sedimentologie, Sequenzstratigraphie, Salztektonik, Biostratigraphie, Lithostratigraphie (mit einer Neudefinition der Joggins-Formation und benachbarter Formationen), Paläoböden, Vegetation-Sediment-Wechselwirkungen, globale Umweltveränderungen („Global Change“), Waldbrände, terrestrische und aquatische Lebensgemeinschaften sowie Tetrapodenspurenfossilien zum Thema hatten.

### Schutzgebiet und Weg zum Naturerbe-Status
- 1970: Die Legislative der Provinz Nova Scotia verabschiedet den Historical Objects Protection Act.
- 1972: 7 Hektar des späteren Welterbe-Geländes werden das erste nach dem Historical Objects Protection Act eingerichtete Schutzgebiet in Nova Scotia.
- 1980: Der Historical Objects Protection Act wird ersetzt durch den strengeren Special Places Protection Act of Nova Scotia. Der geschützte Teil des Kliffs bekommt den Status eines Special Place. Es bedarf nunmehr einer offiziellen Genehmigung, um dort Grabungsarbeiten vornehmen zu dürfen.
- 1989: Ein Teil des Strandes wird nach dem Beaches Act and Regulations (1989) unter Schutz gestellt. Das betrifft den 8,5 km langen, wissenschaftlich bedeutendsten Teil des Strandes und der Wattflächen von der mittleren Niedrigwassermarke zu mittleren Hochwassermarke, einschließlich einer 30,48 m (100 ft) weit landeinwärts reichenden Pufferzone. Innerhalb dieser Schutzzone bedarf es einer offiziellen Genehmigung, um lose herumliegende Fossilien aufsammeln zu dürfen.
- 1996: Die CREDA (Cumberland Regional Economic Development Association) wird gegründet. Ihre Mitglieder (Anwohner, Wissenschaftler und Vertreter aller drei administrativen Ebenen) setzen sich zum Ziel, das Kliff zum UNESCO-Welterbe erklären zu lassen. Später wird das Joggins Fossil Institute als Teil der CREDA gegründet. Teil der Bewerbung ist die Errichtung eines Informations- und Forschungszentrums nach modernen ökologischen Standards auf einer Fläche von rund 1200 m² (13.000 sqft).
- 2006: Für das Schutzgebiet gilt nunmehr auch der Mineral Resources Act of 1990, d. h. es darf fortan nicht mehr auf Bodenschätze erkundet werden.
- 2006: Das Schutzgebiet erhält landwärtig, entsprechend dem Secondary Municipal Planning Strategy and Land Use Bylaw for the Joggins Planning Area of Cumberland County, eine 20-m-Pufferzone.
- 2007: Das Schutzgebiet von 1972 entsprechend dem Special Places Protection Act wird erweitert: fortan steht ein 500 m breiter, von der Oberkante des Kliffs oder der Rückseite des Strandes landwärtig begrenzter und 14,7 km langer Küstenstreifen unter Schutz.
- 2007: Im Januar wird die Bewerbung bei der UNESCO vorgetragen. Dafür werden umfassende Unterlagen bei der IUCN (World Conservation Union) und ihren unabhängigen Experten eingereicht, die den Antrag im Auftrag der UNESCO prüfen. Die Bewerbung wird später als „die vollständigste Bewerbung, die jemals beim World Heritage Comitee eingegangen ist“ gelobt und soll allen zukünftigen Bewerbungen als Beispiel dienen.
- 2007: Im Oktober heißt das Joggins Fossil Institute das Repräsentantenteam des IUCN vor Ort willkommen.
- 2008: Am 7. Juli 2008 wird die Aufnahme in die Liste des UNESCO-Welterbes bekanntgegeben. Die Entscheidung des Komitees war einstimmig.

### Rohstoffgewinnung

#### Kohlebergbau

##### 17. und 18. Jahrhundert
Das Joggins-Fossilkliff gehört zu den ersten Orten in Nordamerika, an denen Kohle abgebaut wurde. Früheste indirekte schriftliche Belege für geringumfänglichen Kohleabbau in der Joggins-Formation durch französischstämmige Kolonisten (Akadier) sind aus dem Jahre 1686 überliefert. Vermutlich waren die Kohlevorkommen aber schon den ersten französischen Siedlern Anfang des 17. Jahrhunderts bekannt und wurden von diesen zur Befeuerung ihrer Öfen und Schmieden ausgebeutet. Wahrscheinlich wurde Kohle das gesamte 17. Jahrhundert hindurch noch direkt am Kliff abgebaut.
1713 fiel die Akadische Halbinsel, und mit ihr die „Sea Coal Cliffs“, im Vertrag von Utrecht offiziell an Großbritannien und hieß fortan Neu-Schottland (Nova Scotia). Die Briten hatten zunächst aber nur wenig direkte Kontrolle über die Region und die Akadier lebten weitgehend selbstbestimmt. Vermutlich wurde zu dieser Zeit Joggins-Kohle gelegentlich (illegal, da nicht von der britischen Krone genehmigt) ins aufstrebende, an Brennstoffknappheit leidende Boston in Neuengland geliefert. Vorrangig damit versorgt wurde aber Beaubassin auf dem Isthmus von Chignecto, der Landenge, die Nova Scotia mit dem Festland verbindet.
Nachdem sich der Abbau der Kohle direkt am Kliff zunehmend schwieriger gestaltete, begannen die Akadier ab etwa 1730 damit, die Flöze bis zu 30 km ins Hinterland zu verfolgen und dort, im wahrsten Sinne des Wortes, „Kohlegruben“ anzulegen. Bevorzugt abgebaut wurden vermutlich das Forty-Brine- und das Fundy-Flöz, da sie die größten Mächtigkeiten besitzen.
Das erste größer angelegte kommerzielle Bergbauvorhaben, die Mine des Majors der Britischen Armee Henry Cope, startete im April 1731 und hatte die dauerhafte Belieferung Bostons zum Ziel, währte aber nur anderthalb Jahre bis zum November 1732. Offenbar hatte Cope viele akadische Siedler gegen sich aufgebracht, indem er Pacht für privates Graben nach Kohle auf seinem Land verlangte. Die Siedler stifteten daraufhin Indianer an, Copes Minen, Lager und Häuser zu überfallen, zu zerstören und zu plündern. Als Cope schließlich keine Löhne an seine akadischen Arbeitskräfte mehr zahlen konnte, brach das Unternehmen mit einer Verlustsumme von etwa 3000 Pfund Sterling (entspricht nach heutigen Maßstäben etwa 4 Millionen Pfund) zusammen. Versuche einer Wiederaufnahme des Abbaubetriebs durch Cope im Jahre 1733 scheiterten.
Im Jahre 1750 unternahmen die Briten erstmals ernsthafte Versuche, volle Kontrolle über Nova Scotia zu erlangen. Infolgedessen brannten die Akadier ihre Siedlungen in der Gegend, Beaubassin, Rivère des Hébert, Minoudy und Les Planches, nieder und zogen sich in eigens dafür errichtete Forts nordwestlich der Missaguash-River-Linie in das heutige New Brunswick zurück („Grand Dérangement“). Damit kam die Kohleförderung in der Joggins-Formation vorerst faktisch vollkommen zum Erliegen.
Nach Ausbruch des Siebenjährigen Krieges 1754 brauchten die Briten Brennmaterial für ihre drei in der Bay of Fundy stehenden Regimenter. Der damalige Gouverneur von Nova Scotia, Charles Lawrence, der sich seine Meriten als Lieutenant Colonel der Britischen Armee bei der Deportation der Akadier verdient hatte, bat daher die britische Regierung 1756 um Erlaubnis, die Kohleminen in der Joggins-Formation wieder in Betrieb nehmen zu dürfen. 1757 landeten Bergarbeiter zusammen mit einem Schutzkontingent an der „South Joggins“ und begannen mit der Kohleförderung. Abgebaut wurden, zeitgenössischen Karten zufolge, das Queen- oder das Joggins-Flöz, etwa einen halben Kilometer südlich des Ausbisses der von den Akadiern abgebauten Flöze Fundy und Forty-Brine, was zeigt, dass die Akadier diese Flöze seinerzeit offenbar bereits bis in größere Tiefe ausgeräumt hatten.
Nach Ende des Siebenjährigen Krieges kam der Kohlebergbau erneut weitgehend zum Erliegen. Einerseits gab es Handelsvorschriften zum Schutz der englischen Kohleerzeuger, die den Verkauf nordamerikanischer Kohle nach Neuengland verboten, und andererseits fiel 1764 das Land, in dem die Joggins-Kohle ruhte, an den Großgrundbesitzer Joseph De Barre, der wenig Interesse an Kohleförderung zeigte. Höchstens in ihre alte Heimat zurückgekehrte Akadier könnten in dieser Zeit hin und wieder dort nach Kohle gegraben haben.
Während des Amerikanischen Unabhängigkeitskrieges (1775–1783) und des Britisch-Amerikanischen Krieges (1812) förderte die Besatzung von Fort Cumberland, des ehemaligen Fort Beauséjour, das 1755 von den Briten erobert wurde, dort „beträchtliche Mengen an Kohle“. Weil die Briten, wie schon im Siebenjährigen Krieg, bevorzugt das Joggins-Flöz abbauten, bekam dieses die Bezeichnung „King’s Vein“ („Königsader“).

##### 19. und 20. Jahrhundert

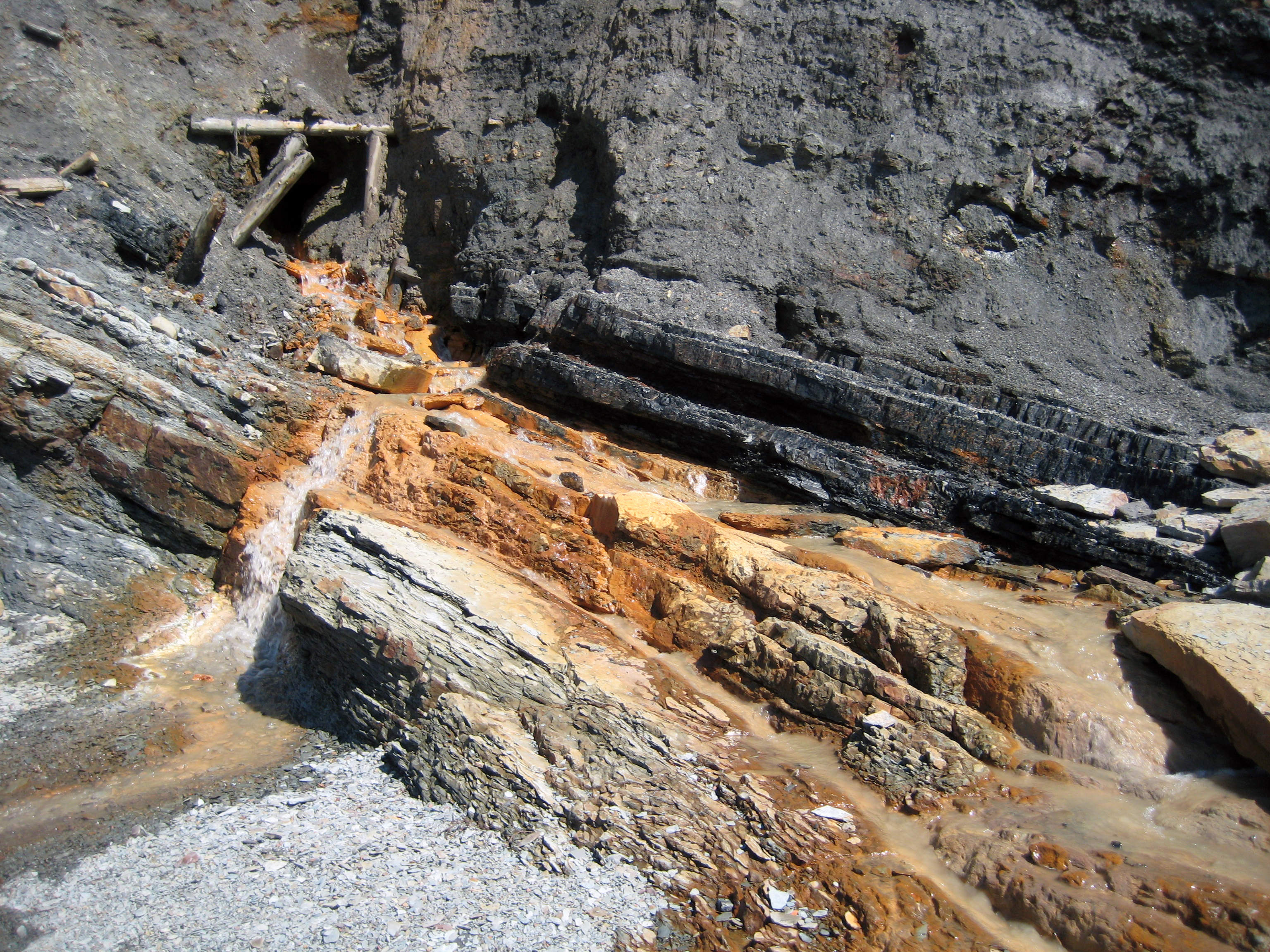
Ausbiss des Fundy-Flözes (Flöz Nr. 29A nach Logan, 1845) im Kliff, ca. 900 m nördlich von Coal Mine Point mit Resten eines Stollens und dessen Grubenhölzern (links im Bild). Der Stollen stammt, einer Datierung der Grubenhölzer zufolge, aus der zweiten Hälfte des 19. Jahrhunderts. Ob bereits vorher Untertagebergbau in der Joggins-Formation betrieben wurde, ist nicht auszuschließen, kann aber bislang nicht belegt werden.

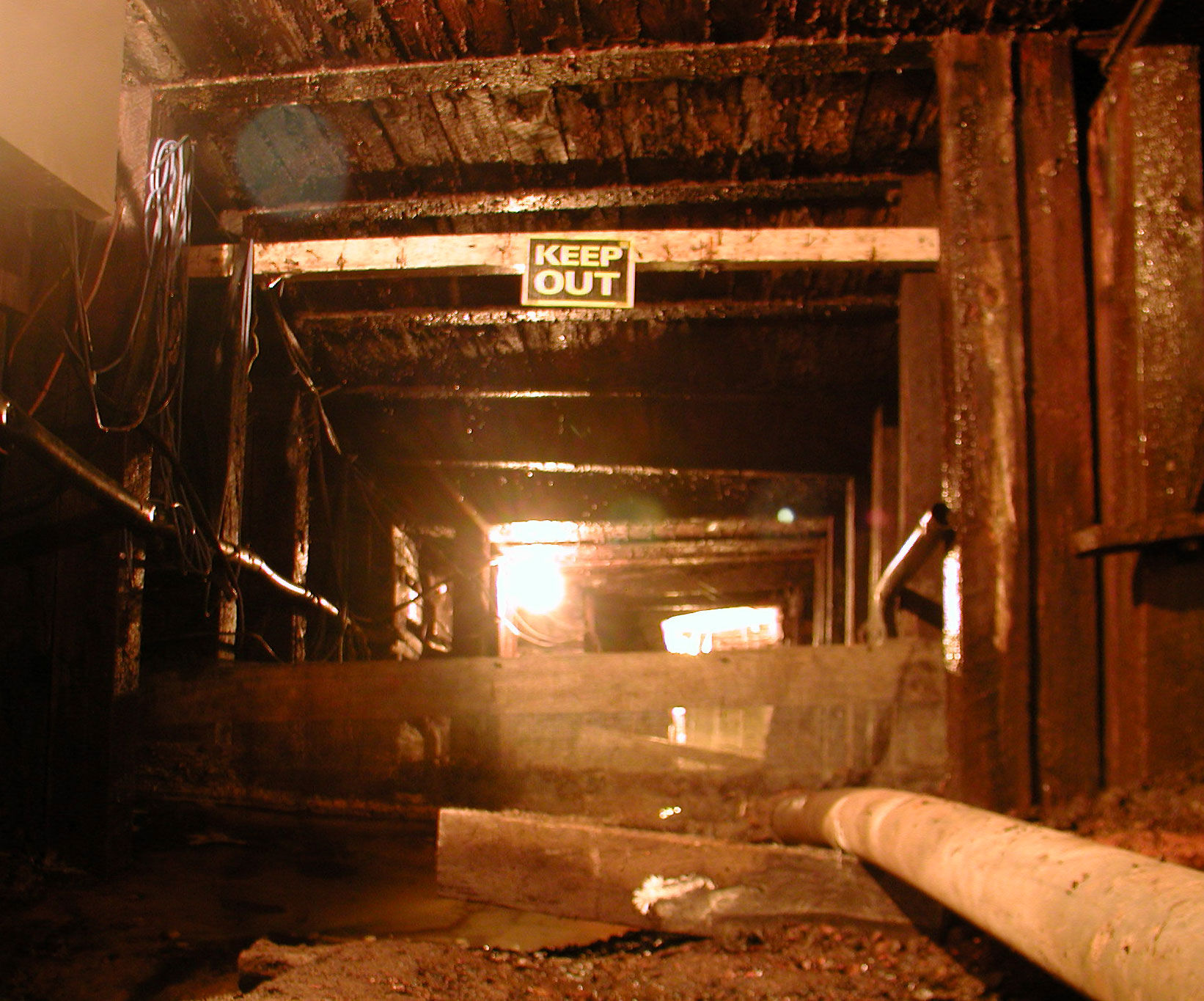
Diese Aufnahme des Stollens der 1958 stillgelegten „Syndicate Mine“ in Springhill, Nova Scotia, dürfte einen recht guten Eindruck von den Zechen im Cumberland-Revier vermitteln. Springhill liegt etwa 30 km östlich von Joggins und Kohle wurde dort nicht in der Joggins-Formation, sondern in der etwas jüngeren Springhill-Mines-Formation abgebaut, die aber auch zur Cumberland-Gruppe gehört und im Welterbe-Fossilkliff exponiert ist.

1819 Erfolgte der zweite Versuch, in der Joggins-Formation kommerziell Kohlebergbau zu betreiben. Ein gewisser Samuel McCully beabsichtigte die Kohle nach St. John in New Brunswick zu verkaufen, stellte den Betrieb, der aufgrund der starken englischen Konkurrenz nie Gewinn abwarf, aber 1821 wieder ein.
1827 wurde die General Mining Association of Britain (GMA) Pächter aller Bergwerke und Minerallagerstätten in Nova Scotia. Sie konzentrierte sich jedoch zunächst auf die Kohlereviere von Sydney und Pictou und unterband bergbauliche Tätigkeiten in Joggins. Dennoch berichtet der Geologe Abraham Gesner 1836 über ursprünglich aus Cornwall stammende Bergarbeiter, die dort illegal Kohle abbauten. Als die GMA im Jahre 1847 schließlich doch ihre erste aber immer noch vergleichsweise kleine Zeche im Joggins-Flöz eröffnete, war dies der Beginn des dauerhaften kommerziellen Kohlebergbaus in Joggins. Von diesem Zeitpunkt an ist auch die Bergbautätigkeit detailliert überliefert: Zu Beginn der Arbeiten wurde ein Stollen, ausgehend vom Ausbiss der „King’s Vein“ in der Kliffwand aufgefahren, jedoch bald darauf erfolgte die Förderung über einen ca. 30 m tiefen Schacht, der sich rund 80 m von der damaligen Küstenlinie entfernt befand. Die Kohle wurde über eine von Pferden angetriebene Seilwinde zutage gefördert, dann über ein abschüssiges Schmalspurgleis zu einer Anlegestelle transportiert und dort auf Schiffe verladen. Die Jahresproduktion wurde von 2400 t im Jahre 1851 bis auf 8500 t im Jahre 1866 gesteigert.
1865, nachdem die GMA den Großteil ihrer Schürfrechte in Nova Scotia auf Druck der Provinzregierung hin verloren hatte, ihre Konzession in Joggins aber behalten durfte, wurde ein zweites Bergwerk, die sogenannte „New Mine“, in den Flözen Fundy und Dirty angelegt. Dabei wurden zunächst Stollen von oberhalb der Hochwassermarke ins Kliff gegraben, von denen aus Schrägschächte zu den Ausbissen oben auf das Kliff vorgetrieben wurden.
1871 gab die GMA die „New Mine“ auf und verkaufte diesen Teil der Lagerstätte an die Joggins Coal Mining Company (JCMC), die nach einer kurzen Unterbrechung 1872 den Abbau im Fundy- und Dirty-Flöz über einen neu angelegten Schrägschacht in der „Cumberland Colliery“ („Cumberland-Zeche“) fortsetzte. Der Eingang dieses Schachtes lag etwa einen halben Kilometer vom Kliff landeinwärts und reichte ca. 82 m (270 ft) in die Tiefe. Die Seilwinden zum Ausfahren der Kohle waren Dampfgetrieben.
In den 1870ern galt die Kohle des Fundy-Flözes als besonders für den Hausgebrauch geeignetes Brennmaterial und wurde vorwiegend in den Herden von St. John verfeuert. Nach dem großen Stadtbrand in St. John im Jahre 1877 brach jedoch die Nachfrage schlagartig zusammen und die Zeche der JCMC musste wieder schließen. Bis 1903 ruhte der Kohleabbau in den Flözen Fundy und Dirty.
Dendrochronologische Untersuchungen der Grubenhölzer, die heute an einigen Stellen aus der Kliffwand herauswittern, haben ergeben, dass die entsprechenden Grubenbauten aus der Periode der Aktivität der ersten Minen der GMA und der JCMC-Mine stammen. Ob es bereits davor ausgedehnten Untertagebergbau in Joggins gab, ist unbekannt, kann aber nicht ausgeschlossen werden.
Im späten 19. und im 20. Jahrhundert waren neben den oben genannten noch eine ganze Reihe weiterer Bergbauunternehmen im Joggins-Revier und vor allem am River Hebert, ca. 5 km weiter östlich, tätig. Dabei wurden auch Strecken im Forty-Brine-, Queen-, Kimberley- und weiteren Flözen aufgefahren. Eine Besonderheit ist dabei die Zeche „Joggins #7“, deren Eingang sich dort befand, wo heute das Joggins Fossil Centre steht. Zwischen 1907 und 1927 wurden von dort aus Schrägschächte und Stollen in Richtung Westen, unterhalb der Chignecto Bay vorgetrieben. Es handelte sich damit um einen der ersten, wenn nicht den ersten Fall von Kohleabbau unterhalb des Meeresbodens.
Viele der insgesamt 83 Untertagebergwerke dieser Ära waren nur wenige Jahre in Betrieb, wurden nach Schließung zum Teil wieder geöffnet um kurz darauf wieder zu schließen. In fast allen Flözen erlosch die Abbautätigkeit in den 1950er und 60er Jahren sowohl in Joggins als auch am River Hebert. 1961 schloss mit der „Bayview Mine“ im Forty-Brine-Flöz die letzte Grube in Joggins. Im Jahre 1980, mit Schließung der „Cochrane Mine“ am River Hebert im Kimberley-Flöz, endet die Geschichte des kommerziellen Kohlebergbaus in der Joggins-Formation gänzlich. Von 1847 bis dahin wurden insgesamt 13 Millionen Tonnen Kohle gefördert.

#### Sandsteinabbau
Die Sandsteine des Joggins-Kliffs wurden vor allem für die Produktion von Mühl- und Schleifsteinen abgebaut. Der Abbau, der im 18. Jahrhundert begann, erfolgte jedoch nicht in der Joggins-Formation, sondern vor allem in der Boss-Point-Formation, an der Lower Cove, etwa 3 km nördlich von Joggins. Diese Steine waren seinerzeit sehr begehrt und wurden vor allem an die Ostküste der USA geliefert. Die Spuren der Steingewinnung sind heute noch sichtbar: Halbfertige Mühlsteine, die beim Herstellungsprozess Schaden nahmen und deshalb nie vollendet wurden, liegen verstreut am Strand der Lower Cove herum, und Halden mit Abraum und für die Schleifsteinherstellung ungeeignetem Gestein finden sich in der Umgebung der ehemaligen Steinbrüche.

## Joggins Fossil Centre
Das Joggins Fossil Centre befindet sich in der kleinen Gemeinde Joggins oben auf dem Kliff nahe Coal Mine Point auf dem ehemaligen Gelände der Zeche „Joggins #7“. Es dient als Informationszentrum für Touristen und ist Ausgangspunkt für jede museumspädagogische Führung hinunter zum Strand. Es soll Besuchern ermöglichen, einen besseren Einblick in die geologische Geschichte der Region zu bekommen und sich ein plastisches Bild der oberkarbonischen Lebewelt, die in den Gesteinen des Kliffs konserviert ist, machen zu können. Zudem soll es sicherstellen, dass sich Besucher mit den speziellen Regeln, die auf im Welterbe-Areal hinsichtlich Umwelt- und Landschaftsschutz gelten, vertraut machen. Im Fossil Centre befindet sich eine Ausstellung mit Fossilien, die dem Kliff entstammen, sowie mit Exemplaren aus anderen berühmten Fossilfundstätten. Aber auch die Forschungsgeschichte und die Geschichte des Kohleabbaus ist mit Exponaten und Schautafeln vertreten. Daneben gibt es im Fossil Centre ein Café, einen Souvenirladen, Konferenzräume, Toiletten sowie eine Erste-Hilfe-Stelle.
Das Fossil Centre bietet aber auch Ausstattung und Räumlichkeiten für die wissenschaftliche und kuratorische Arbeit. Komplementiert werden diese durch die verschiedenen Einrichtungen im Nova Scotia Museum in Halifax und im Fundy Geological Museum in Parrsboro, u. a. die dortigen Präparationswerkstätten.